# Monumenti di Busto Arsizio

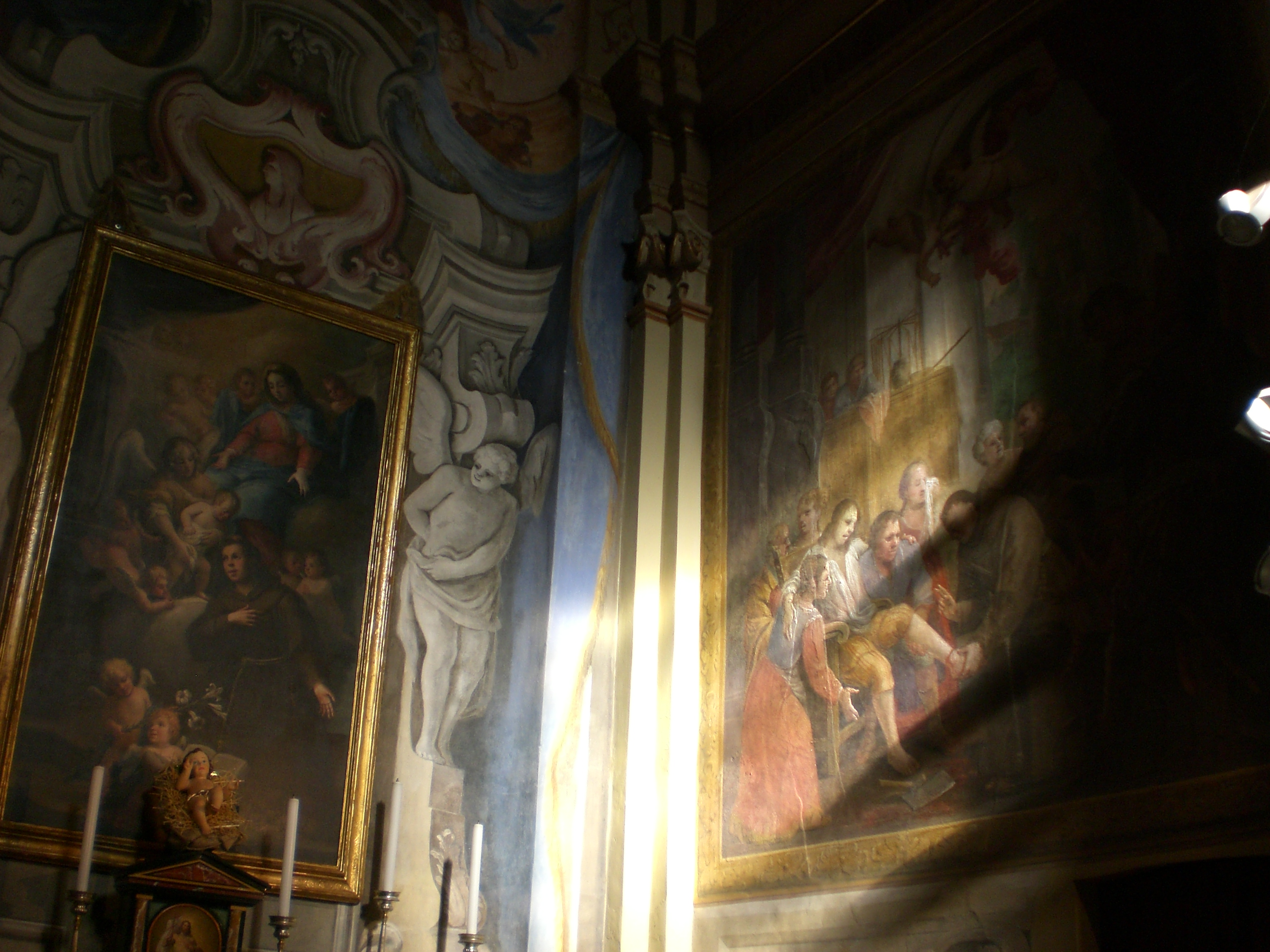
Chiesa di Sant'Antonio da Padova, particolare

Pur essendosi caratterizzata negli ultimi secoli come una città essenzialmente industriale, Busto Arsizio conta tra i suoi edifici più pregevoli i numerosi monumenti di carattere ecclesiastico, a testimonianza della profonda religiosità del popolo. In particolare, si ricordano il Santuario di Santa Maria di Piazza, la Basilica di San Giovanni Battista e la Prepositurale di San Michele Arcangelo.
Per quanto riguarda l'architettura civile e l'archeologia industriale, grazie al grande sviluppo economico agli inizi del XX secolo, sono degne di menzione anche alcune ville e diversi palazzi, di cui un buon numero in stile liberty e Art Déco.
Un elemento aggregativo fondamentale di Busto Arsizio, come della maggioranza dei comuni italiani ed europei, è la piazza: sono tre le piazze più importanti del centro storico (santa Maria, san Giovanni e Vittorio Emanuele II) a cui si possono aggiungere le piazze centrali dei due ex-comuni autonomi di Borsano e Sacconago. I prati al di fuori del terrapieno che circondava il centro storico di Busto Arsizio, in diversi casi si sono trasformati in altrettante piazze.
Infine, pur facendo parte di un'area densamente abitata com'è la Conurbazione dell'Olona e in generale l'Altomilanese, la presenza di parchi è garantita sia appena fuori dal centro storico, sia nelle aree periferiche.

## Architetture religiose

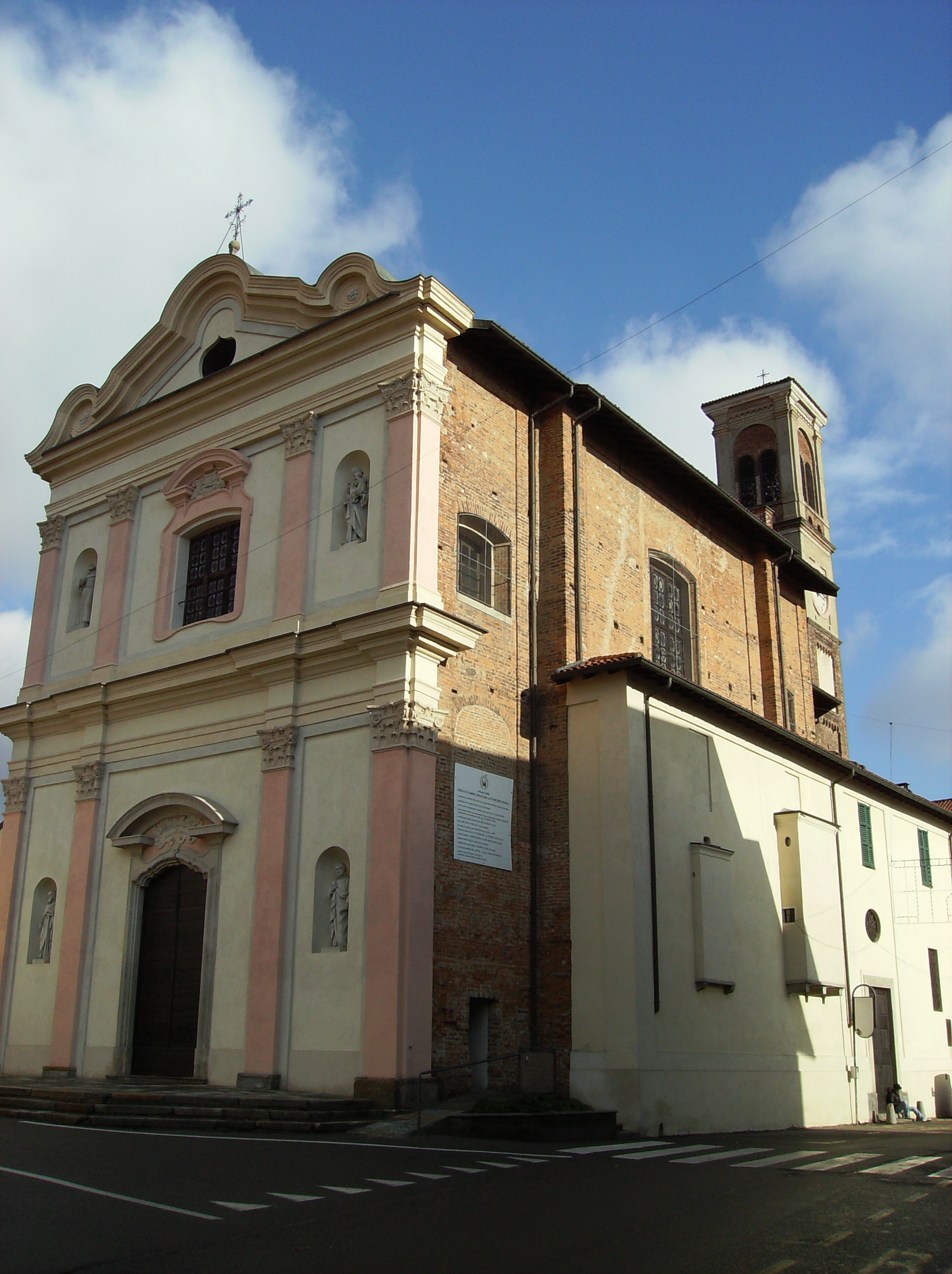
Chiesa settecentesca dei santi apostoli Pietro e Paolo (quartiere di Sacconago)

Attualmente a Busto Arsizio esistono venticinque chiese, tre cimiteri e diverse cappelle (come ad esempio quella molto capiente dell'Istituto Maria Immacolata o quelle dell'ospedale e della casa di riposo). Sono presenti inoltre il battistero di San Filippo Neri (accanto alla chiesa parrocchiale di San Giovanni) e diverse edicole votive.
Nel corso della storia, molte chiese sono state abbattute per essere successivamente ricostruite con capienza maggiore. Altre chiese, invece, sono state abbattute definitivamente: tra di esse si possono ricordare, oltre ai ruderi medievali di Santa Croce, sconsacrata nel 1948 e demolita nel 1972, la chiesa borsanese di Santa Maria dei Restagni, quella sinaghina di San Donato e quella di Sant'Eurosia in località Cascina Brughetto (demolita nel 1952)
Nel caso di Sacconago, la costruzione della nuova chiesa (1928) non ha comportato l'abbattimento della chiesa settecentesca dato che furono utilizzati a tale scopo i terreni appartenenti al vecchio cimitero.
A sud di piazza santa Maria si trovava un monastero di Umiliate, dedicato a santa Maria Maddalena. Lungo l'attuale via Pozzi esisteva il più recente monastero di Agostiniane, dedicato a san Gerolamo e fondato a metà Quattrocento. Con un atto datato 13 marzo 1576, il cardinal Borromeo unì monache e beni nel primo monastero, che fu dedicato a entrambi i santi.
Anche alcune cappelle ed edicole votive sono state demolite nel corso degli anni. Un esempio è costituito dalla cappelletta di sant'Alò in Vernaschella situata tra l'attuale via Silvio Pellico e il ramo oggi soppresso dell'attuale via Confalonieri (anticamente "Vernaschella"). Altre invece sono tuttora esistenti, come l'edicola di San Carlo Borromeo. La stessa sorte è toccata alla cappella di sant'Ambrogio in Canton Santo, non molto distante dalla chiesa di Santa Maria di Piazza.

### Chiese

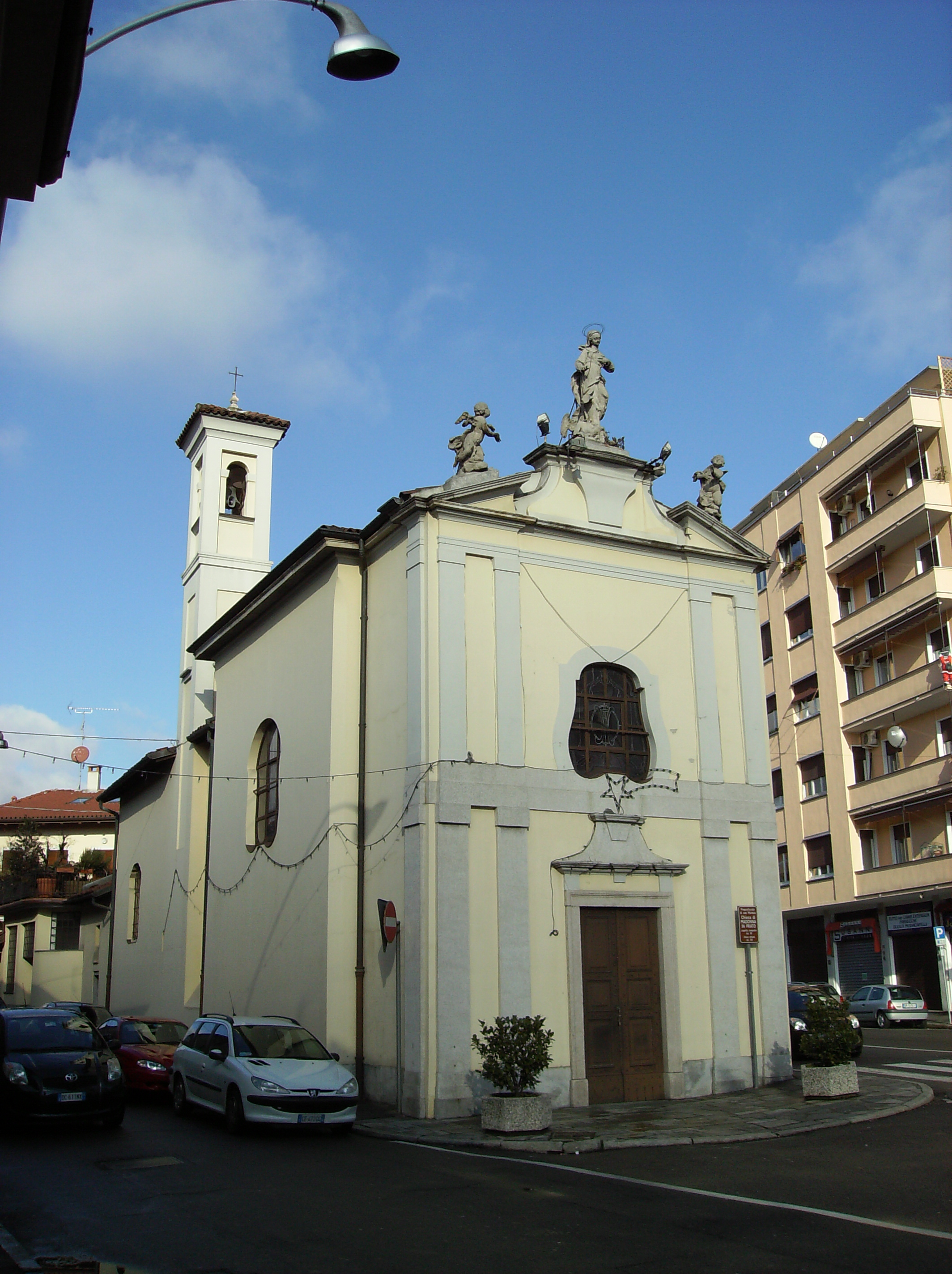
Chiesa di Madonna in Prato

Alcune delle chiese di Busto Arsizio, in particolare San Giovanni Battista, San Michele Arcangelo e Santa Maria di Piazza, sorsero prima dell'anno mille. In età comunale nacquero le prime rettorie, poi denominate parrocchie. Esse comportavano la presenza di un sacerdote al quale era affidava la cura delle anime e che generalmente era residente presso una chiesa preesistente. Busto Arsizio era sottoposta alla pieve di Olgiate Olona, ma la comunità, sulla base delle sue crescenti disponibilità economiche, costituì cinque "benefici curati" fra il XIII e il XVI secolo: tre presso la chiesa di San Giovanni Battista e due presso quella di San Michele Arcangelo, mentre la chiesa di Santa Maria, situata nella piazza centrale del borgo, si configurava come santuario, senza incombenze parrocchiali.
San Carlo Borromeo nel 1583 trasferì a Busto Arsizio le dignità ecclesiastiche della pieve (cioè del distretto) e i curati di San Giovanni e di San Michele vennero innalzati al grado di canonici, come coadiutori del prevosto nella cura delle anime (Busto Arsizio fu pertanto considerata formalmente parrocchia unica).
Nel Seicento un nuovo fervore religioso portò alla costruzione di nuove chiese, come san Gregorio in Camposanto (1632), Madonna in Veroncora (1639) e san Bernardino (1665), oltre che alla ricostruzione delle chiese di san Giovanni Battista (1609) e san Michele Arcangelo (1652). Nel Settecento sorsero Madonna in Campagna (1702), san Rocco (1706), la chiesa vecchia di Sacconago (1708), la chiesa di sant'Anna (1710, poi Tempio Civico), la chiesa di sant'Antonio da Padova (1717, nel territorio di Borsano).
Busto rimase di fatto una sola parrocchia fino al 1906, quando venne attribuita anche a San Michele tale funzione. Successivamente, nel 1928, Borsano e Sacconago vennero annesse al comune, portando a quattro il numero delle parrocchie. Nel corso del Novecento si sono poi formate le altre parrocchie fino ad arrivare al numero attuale, di tredici. È stato il secolo in cui sono state costruite più chiese (ben undici, a cui si può aggiungere quella dei Frati minori, sorta in realtà a partire dal 1898, ma terminata durante tale secolo).

### Cimitero monumentale

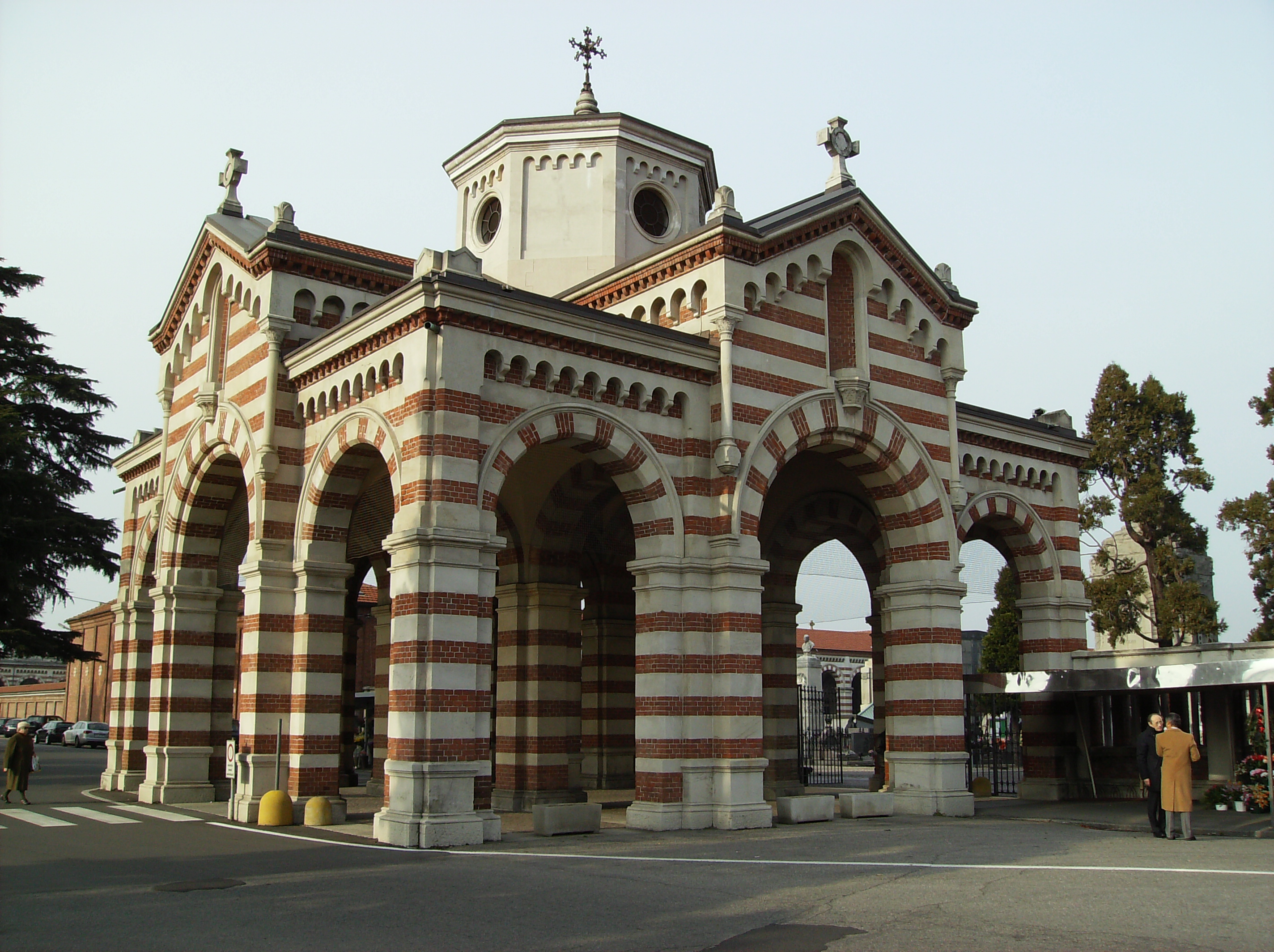
Cimitero monumentale

Il Cimitero monumentale è uno dei tre cimiteri attualmente esistenti nel territorio di Busto Arsizio, oltre ai cimiteri di Sacconago e di Borsano. È situato all'inizio di via Favana, strada che prende il nome da una cascina che si trova sul suo percorso.
Alla fine del XIX secolo il precedente campo santo, situato appena fuori dai confini dell'abitato, sul terreno oggi occupato dal parco "Ugo Foscolo", divenuto troppo piccolo, venne rimpiazzato da un nuovo e più spazioso cimitero, progettato dall'ingegner Ercole Seves sul modello del cimitero di Milano di Carlo Maciachini e inaugurato nel 1894, in un luogo allora lontano dall'abitato, all'incrocio tra la via per Lonate e la via Corbetta.
Una delle realizzazioni più significative è il mausoleo della famiglia Ottolini, progettato dall'architetto Camillo Crespi Balbi.
Nel corso degli anni il cimitero ha subito diversi ampliamenti, fino a ricoprire una superficie circa doppia di quella iniziale. Nel frattempo anche la città è cresciuta e il nuovo quartiere sorto intorno alla chiesa di Santa Maria Regina ha circondato l'area.

### Cimitero di Sacconago

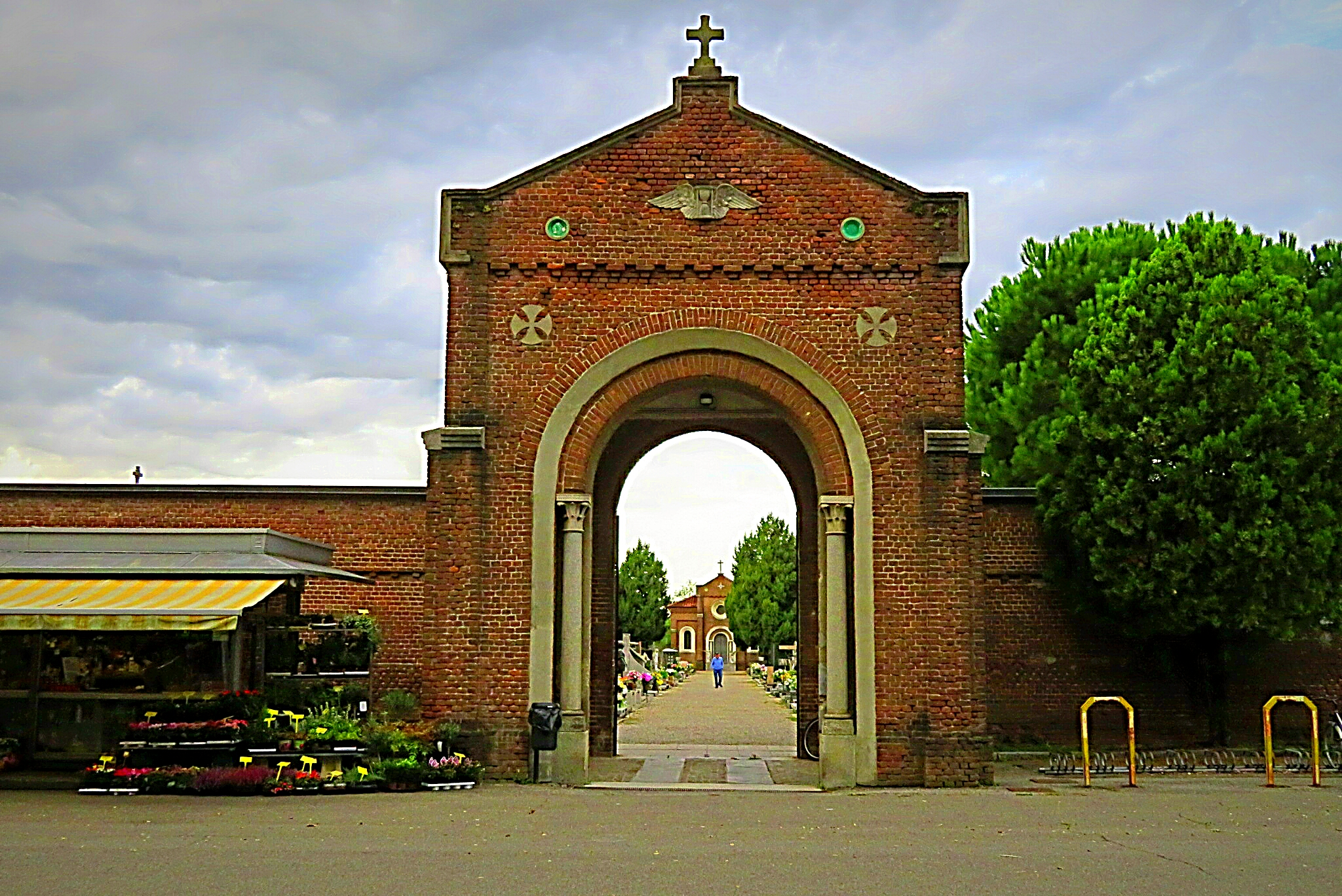
Cimitero di Sacconago

Verso la metà del Settecento, quando si rese inadeguato l'antico cimitero che si trovava accanto alla vecchia chiesa parrocchiale dei santi apostoli Pietro e Paolo, un nuovo cimitero venne costruito al di fuori del nucleo storico dell'ex-municipio di Sacconago, nell'area in cui dal 1928 sorge la nuova chiesa parrocchiale.
Alla fine dell'Ottocento si decise di spostare di nuovo il cimitero in un'area a sud-ovest del centro urbano, sulla via Bienate, che collega Sacconago con l'ex-comune autonomo di Bienate. Il nuovo cimitero fu progettato dall'ingegner Ercole Seves nel 1898, che qualche anno prima aveva già progettato il Cimitero monumentale di Busto Arsizio. La prima tumulazione avvenne nel 1908. Nel corso degli anni sono state realizzate opere per ottenere un sempre maggior numero di loculi disponibili.
Data la sua posizione nella campagna che si estende tra il centro abitato e la nuova zona industriale, il cimitero di Sacconago è, tra i tre attuali cimiteri cittadini, quello che permette più facilmente futuri ampliamenti. Alcuni dei terreni circostanti, sono già di proprietà comunale.
Tra i monumenti degni di nota, si trova la cappella Gagliardi, opera dell'architetto Silvio Gambini.

### Cimitero di Borsano

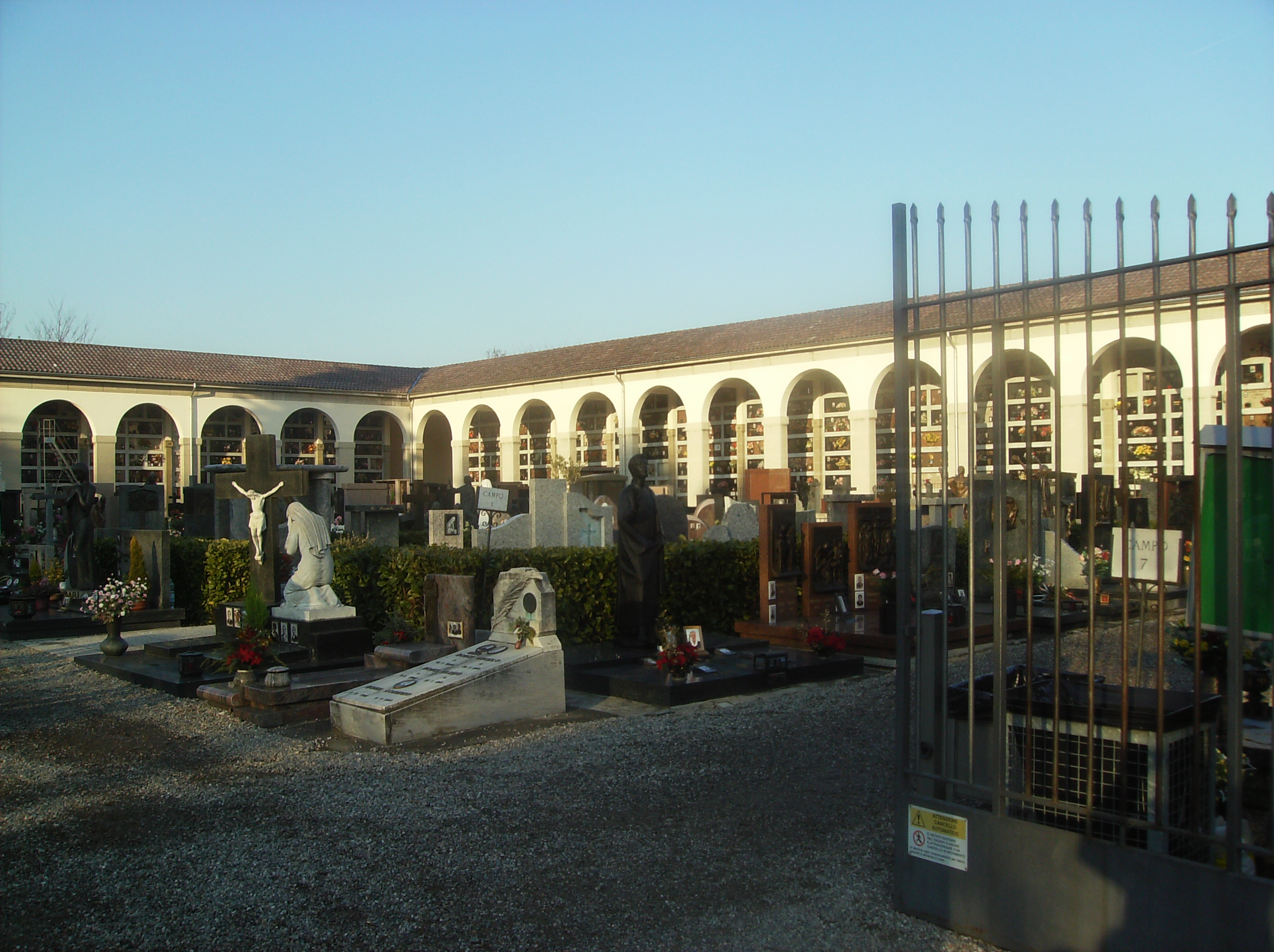
Vecchio ingresso del cimitero di Borsano

Il cimitero di Borsano è uno dei tre cimiteri della città di Busto Arsizio, in particolare è il più ridotto in quanto a dimensioni. Fu probabilmente costruito in seguito all'editto napoleonico del 1804, che vietava le sepolture nei centri abitati. In precedenza, parroci, sacerdoti e famiglie importanti venivano seppelliti nella navata della chiesa parrocchiale. Gli altri abitanti di Borsano erano sepolti nel cimitero adiacente.
Il nuovo cimitero venne costruito nelle vicinanze della chiesa parrocchiale, in prossimità della chiesa campestre di Santa Maria dei Restagni, demolita nel 1954. A seguito dell'ampliamento del 1928 la superficie quasi rappoppiò. Il cimitero fu ulteriormente ampliato verso est, ma non verso nord, per controversie legate alle distanze minime dalle abitazioni. Sempre per questa ragione, un'area verrà dismessa a breve.
Ai lati dell'ingresso del cimitero, sul lato interno della recinzione, si trovano le pietre tombali di Ermenegilda ("Gilda") Rossi (maestra a Borsano dal 1858, la cui targa riporta la seguente dicitura: "con 40 anni di insegnamento diffuse con cura sapiente e affetto materno il triplice amore a Dio alla Famiglia e alla Patria") e di Giuseppe Usuelli (nato a Menzago o Vanzago nel 1826 circa e morto a Borsano nel 1894, il quale nominò sue eredi universali le Stelline, le orfanelle di Milano, che ogni anno, alla ricorrenza dei defunti, gli portano un mazzo di fiori).
Nel giugno 2008, il largo davanti all'entrata principale, fu dedicato a don Alessandro Bossi, ex-parroco, imprenditore e scrittore. Nel 2017 fu costruito il nuovo ingresso.

### Cappelle ed edicole votive

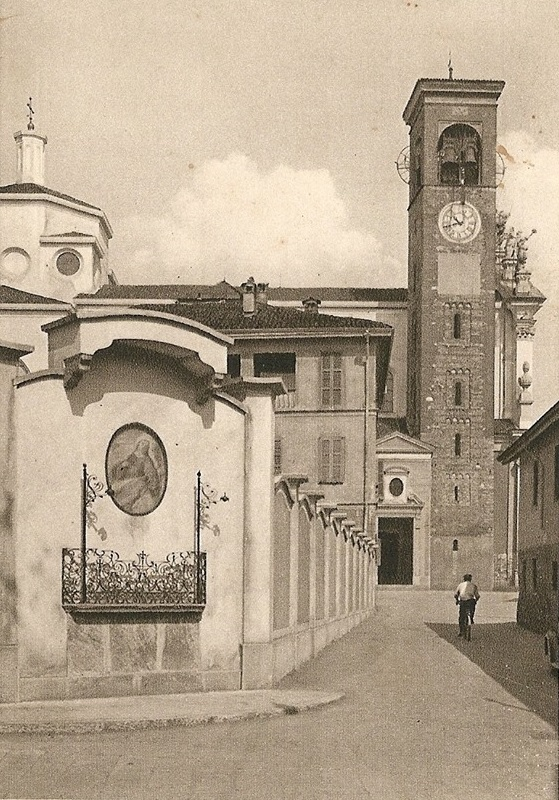
Edicola della Madonna in via Matteotti

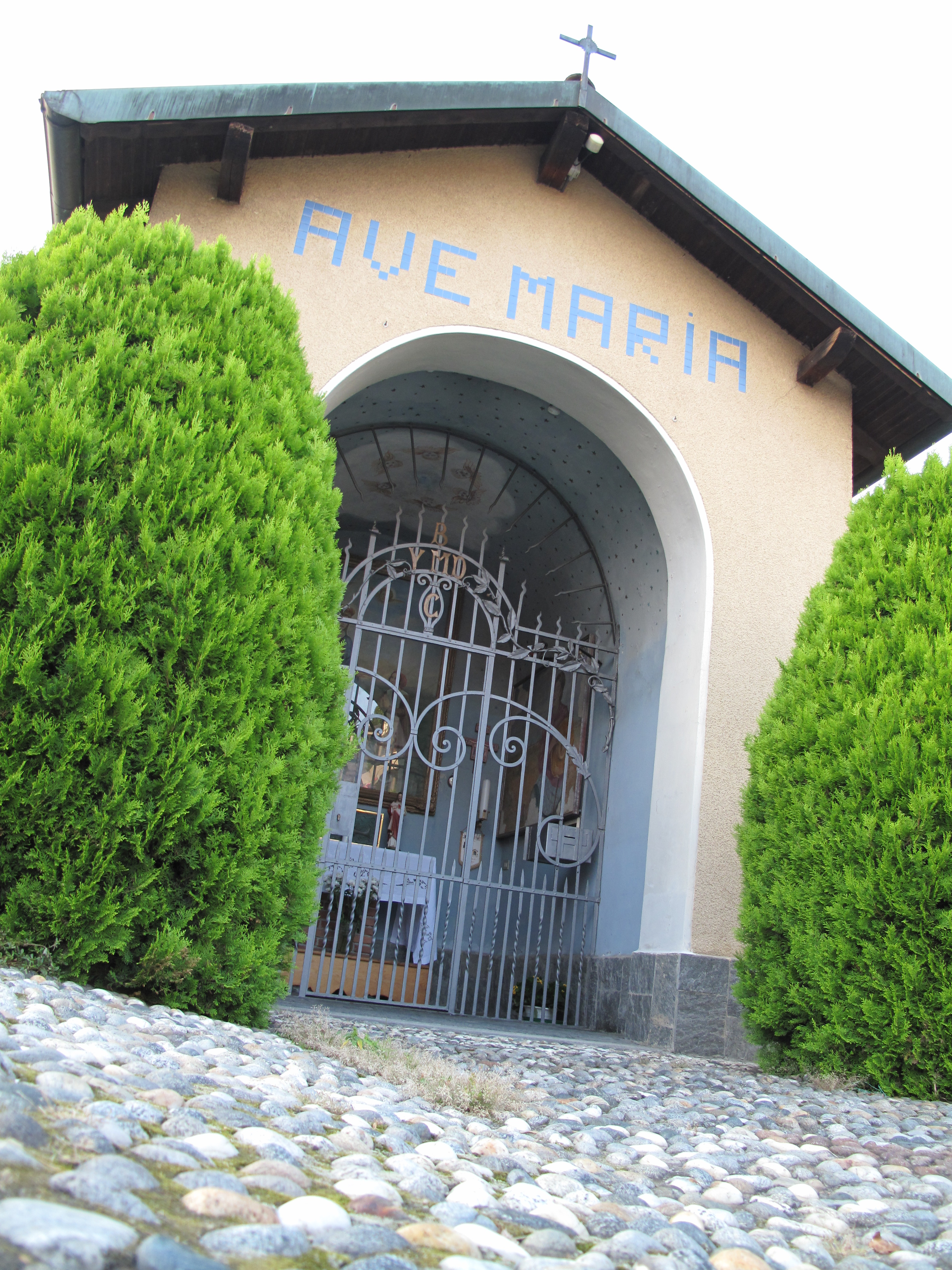
Cappella della Madonna di Caravaggio

Tra le cappelle esistenti nel territorio si possono menzionare quella settecentesca dedicata alla Madonna di Caravaggio al biforcamento tra la via Quintino Sella ed il viale della Repubblica (nella quale si trovano due tele di Carlo Farioli del 1992 che raffigurano i beati bustesi Bernardino e Giuliana) e quella ottocentesca di Santa Maria Nascente in via Daniele Crespi, nei pressi della piazza Trento e Trieste. Quest'ultima era in origine un'edicola campestre situata in quella che è oggi la piazza. Fu poi demolita nel 1802 per far posto alla via Daniele Crespi. Ricostruita due anni dopo, negli anni tra il 1862 e il 1864 fu spostata nella posizione attuale per poi venire inglobata dal palazzo che gli è sorto intorno. Nell'affresco sulla parete si trova una raffigurazione della peste, sovrastata dalla figura della Vergine Maria. Sulla sinistra la accompagna il pellegrino san Rocco e sulla destra si trova san Sebastiano.
Tra le cappelle scomparse è da menzionare quella di sant'Alò in Vernaschella, la cui intitolazione, secondo alcune ipotesi, farebbe riferimento a sant'Egidio, vescovo francese vissuto tra il 590 e il 660, e secondo altre a sant'Anatalone, primo vescovo ambrosiano. L'edificio si trovava nel mezzo del bivio tra l'attuale via Silvio Pellico (anticamente "Vernasca") e il ramo oggi soppresso dell'attuale via Confalonieri (anticamente "Vernaschella"). La cappella, le cui prime notizie scritte risalgono al 1630, fu demolita nel 1914 con la promessa di costruirne un'altra all'incrocio tra la via Silvio Pellico e la strada Piombina (oggi via Venegoni), ma il progetto non fu mai attuato. La stessa sorte è toccata alla cappella di sant'Ambrogio in Canton Santo.
Tra le edicole votive tuttora esistenti di Busto Arsizio si possono ricordare quella secentesca di San Carlo Borromeo in via Matteotti e quella settecentesca della Madonna in via Matteotti (angolo via Ariberto), restaurata nel 1990, con il dipinto di Biagio Bellotti.

## Ville e palazzi

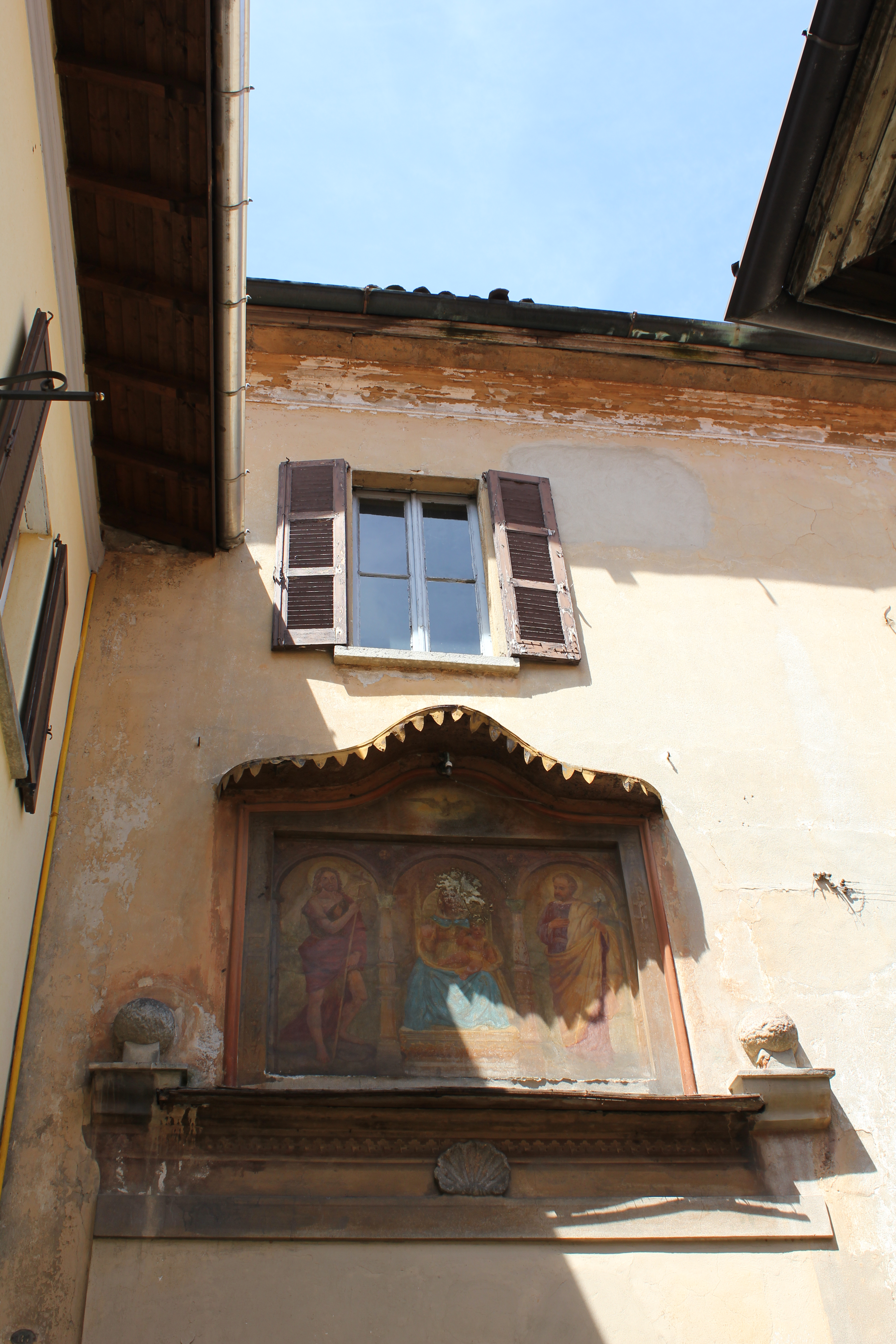
Casa Custodi. Affresco di Carlo Grossi della Madonna dell'Aiuto, a cui i bustocchi sono da secoli devoti

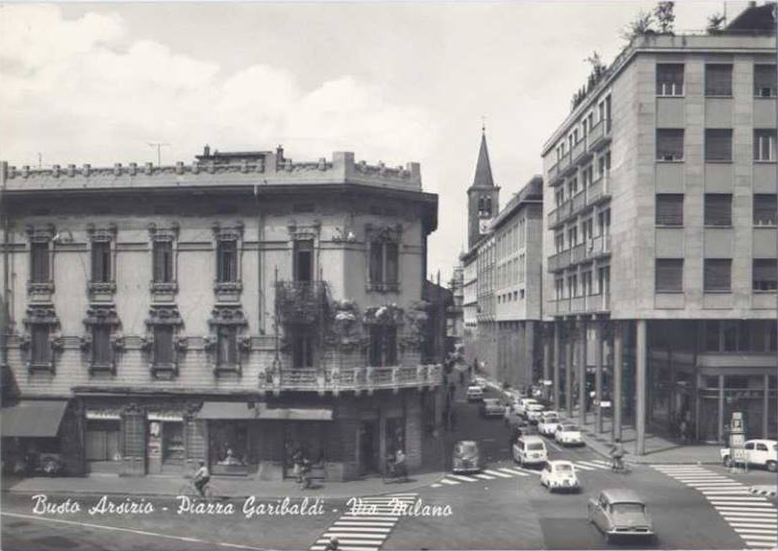
Casa Rena, opera di Silvio Gambini oggi demolita

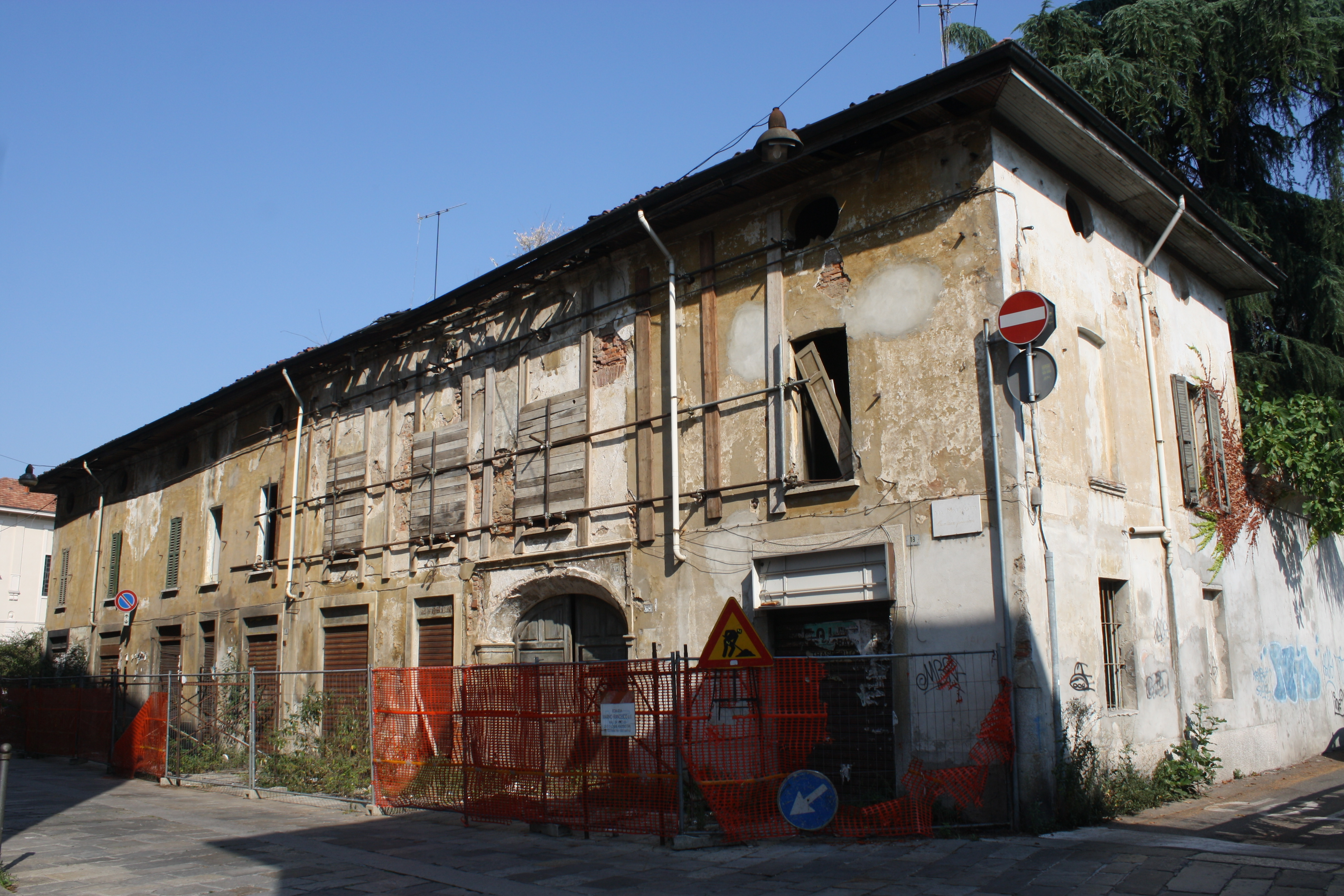
Casa Canavesi-Bossi nell'agosto 2015

A Busto Arsizio esistono ville, palazzi e resti di strutture industriali in stile liberty, costruite ai margini del centro storico durante il periodo dello sviluppo industriale. Due tra le ville più importanti sono la Ottolini-Tosi e la Ottolini-Tovaglieri, in stile neomedievale, situate nei pressi di uno degli stabili dell'ex-Cotonificio bustese (oggi Museo del tessile e della tradizione industriale di Busto Arsizio), entrambe progettate dall'architetto Camillo Crespi Balbi.
Altri edifici interessanti dal punto di vista architettonico sono la villa Leone, situata in via XX Settembre, ed i Molini Marzoli Massari, che si affacciano su via Cadorna, entrambi progettati dall'architetto Silvio Gambini in stile liberty. Inoltre vanno menzionati il palazzo Marliani-Cicogna, oggi sede della biblioteca comunale ed un tempo residenza del conte di Busto Arsizio, e, appena fuori dai limiti del vecchio borgo, il palazzo Gilardoni, attuale sede del municipio ed ex-ospedale cittadino.
Alcune architetture civili sono andate perdute, come la sontuosa villa Bossi-Gabardi di via Mameli, progettata da Duilio Torres e costruita dopo il 1925. Di tale villa, dopo la demolizione avvenuta nel 1969 è rimasto solo il cancello, che oggi costituisce l'ingresso del Parco al liberty. Il monumento che si trova all'interno del parco è la testimonianza di un altro elegante edificio andato perduto: la casa Rena di piazza Garibaldi, progettata da Silvio Gambini e realizzata tra il 1906 e il 1907. È andata perduta anche la villa di Antonio Ottolini, su via san Michele, di Camillo Crespi Balbi e di bellezza non inferiore alle altre due, di Ernesto ed Enrico Ottolini.
Recentemente, anche gli antichi edifici lungo via Solferino hanno avuto la stessa sorte e sono stati demoliti tra l'agosto e il settembre 2010. Lo stesso è avvenuto per la Ca' Bianca di via Pisacane, edificio in stile liberty costruito nel 1939 su progetto dell'architetto Silvio Gambini.
Sono invece in stato di degrado alcuni importanti edifici settecenteschi. Uno di essi è la casa Custodi, che figura già nel catasto del '700 insieme ad altre adiacenti come proprietà della famiglia Custodi, la quale annoverava alcuni dei protagonisti della storia del borgo dal secolo XVI in avanti. Nella mappa catastale del 1857 è identificabile un luogo di culto privato aperto al culto pubblico. Di tale cappella, intitolata alla della Beata Vergine Maria, è ancora possibile vedere il portale di ingresso nel vicolo Custodi, sormontato dall'affresco di Carlo Grossi. Versa in condizione di degrado un'altra dimora settecentesca: la casa Canavesi-Bossi, detta "il Conventino", le cui cantine sono di origine cinquecentesca. Nel quartiere di Borsano, versa in condizioni di degrado anche la Cascina Burattana, una delle ultime realtà del patrimonio agricolo della città di Busto Arsizio.
In alcune circostanze, edifici in stato di degrado sono stati recuperati. Un caso è quello della villa Luigi Colombo di via Manara, progettata nel 1906 da Silvio Gambini in stile liberty. Il restauro ha coinciso con lo sventramento dello stabile, di cui sono rimaste solo la parete esterna sulla via Manara e le due pareti esterne perpendicolari ad essa. Dell'interno è stato possibile recuperare la scala elicoidale decorata da ferri battuti rappresentanti armoniosi intrecci fitomorfi.

### Villa Ottolini-Tosi

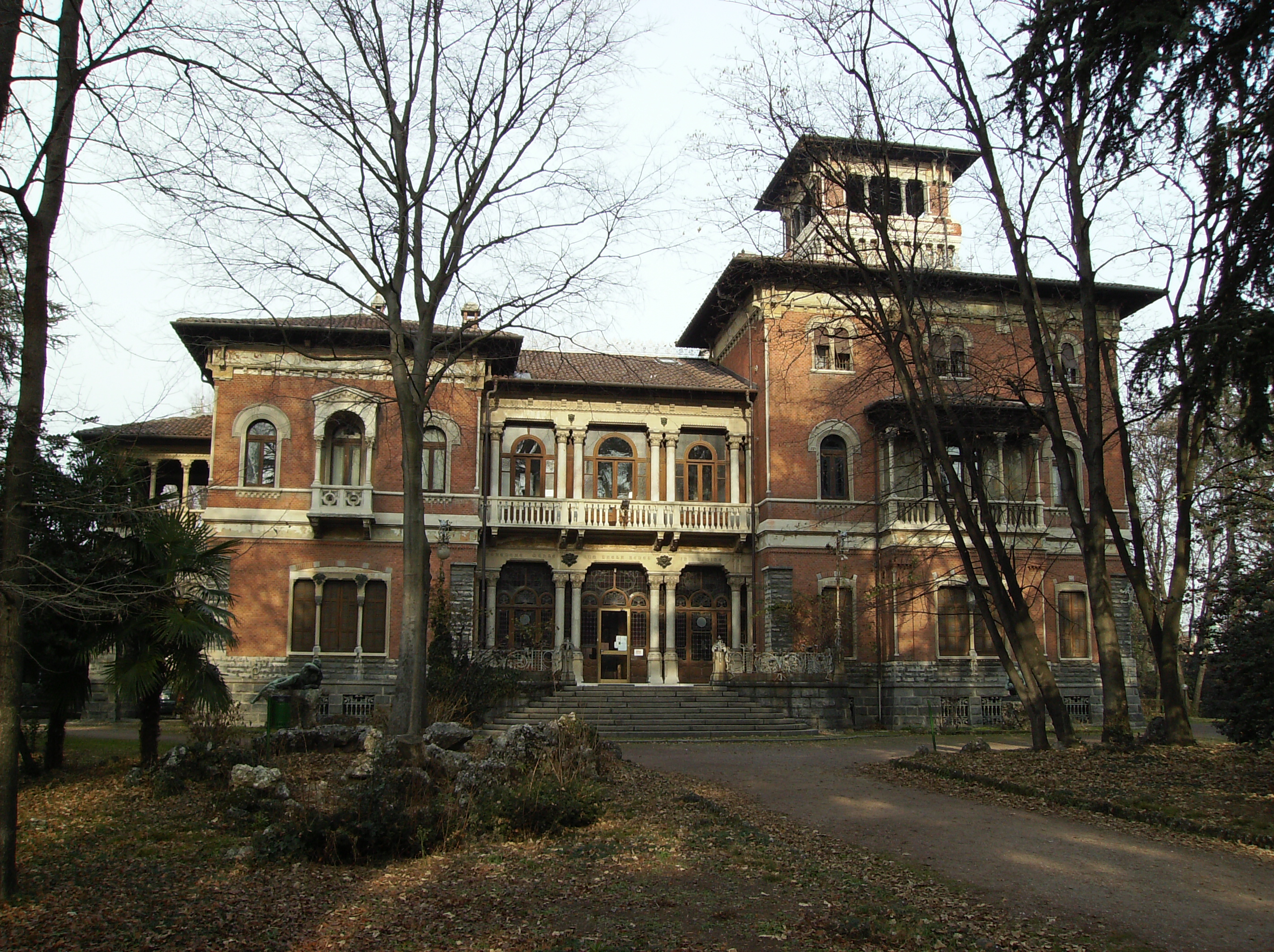
Villa Ottolini-Tosi

La villa Ottolini-Tosi era di proprietà di Ernesto Ottolini, uno dei tre figli di Carlo Ottolini, il padrone del cotonificio omonimo. È collocata a poca distanza dalle altre due residenze che ospitavano la famiglia di Ernesto ed Antonio Ottolini (quest'ultima fu poi demolita). Il progetto della villa fu redatto da Camillo Crespi Balbi, l'architetto di fiducia della famiglia e l'edificio venne costruito nel 1902.
La villa ha la forma di un castello medievale: si articola su due piani principali fuori terra ed uno, seminterrato, destinato agli ambienti di servizio. In corrispondenza della zona a sud-ovest è presente un terzo piano fuori terra. La villa è dominata da un torrione che costituisce una sorta di ambiente di guardia.
Per la costruzione furono impiegati la pietra appena sbozzata e il mattone a vista. I ferri battuti sono stati realizzati dall'artigiano lombardo Alessandro Mazzucotelli.
L'ambiente interno di maggior pregio è il salone, impreziosito da mosaici e da un soffitto di travi a vista decorate.

### Villa Ottolini-Tovaglieri

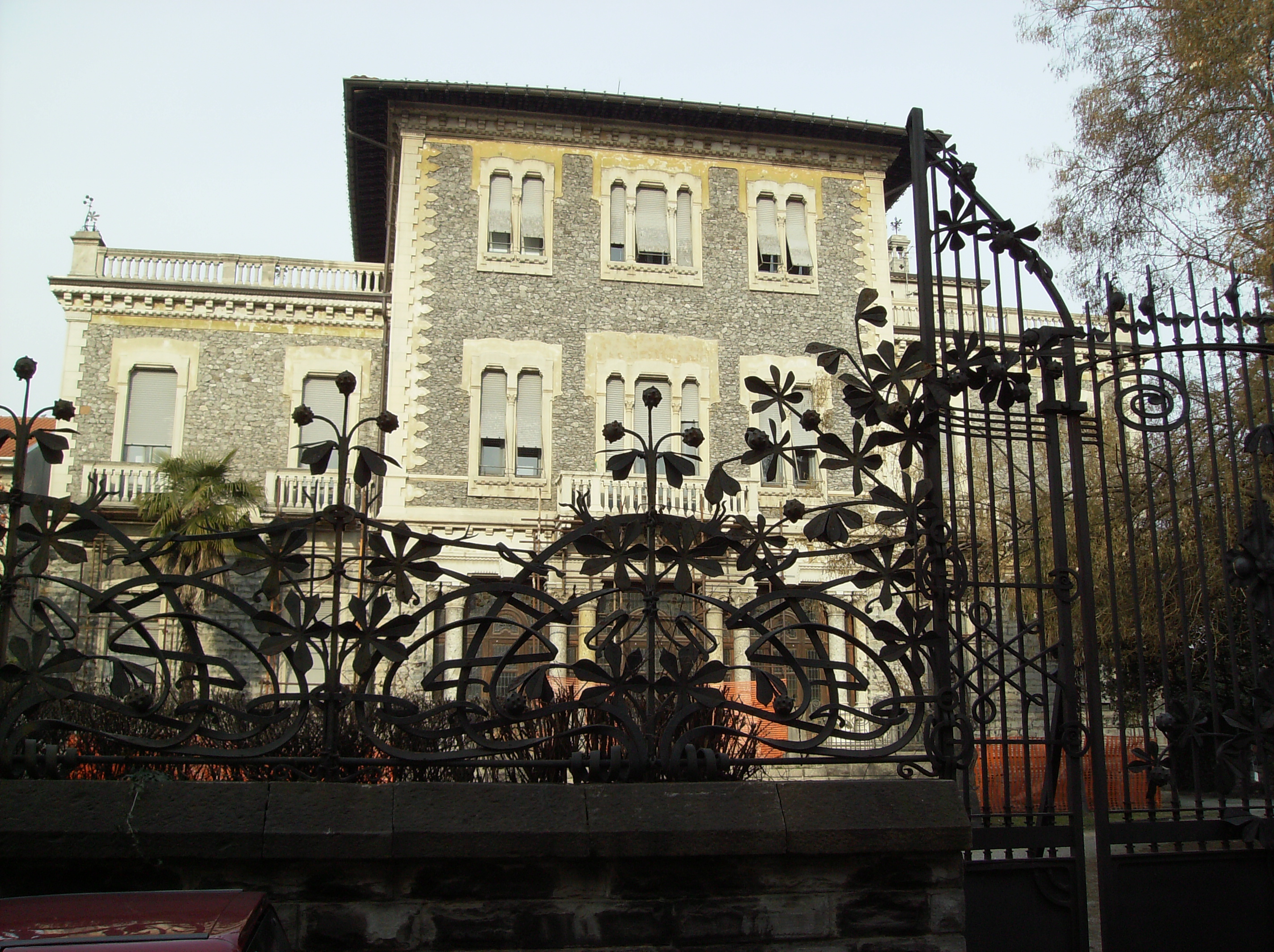
Villa Ottolini-Tovaglieri

La villa Ottolini-Tovaglieri era di proprietà di Enrico Ottolini, uno dei tre figli di Carlo Ottolini, il padrone del cotonificio omonimo. Fu edificata su progetto di Camillo Crespi Balbi di fronte al Cotonificio di sua proprietà. L'edificio, collocato sul bordo interno del centro storico della città, in prossimità della chiesa di San Michele Arcangelo, rappresentava un monumento al potere economico della borghesia industriale di Busto Arsizio.
L'edificio si articola su tre piani più un seminterrato destinato alle cantine. Il piano rialzato, che poggia su uno zoccolo di grossi blocchi di pietra squadrati, è rivestito da blocchi sommariamente squadrati e disposti a file di spessore che diminuisce man mano. L'esterno è caratterizzato da uno spazio verde di dimensioni molto ridotte, che fanno apparire la villa come un palazzo cittadino.
I ferri battuti, con decorazioni a forma di foglie e frutti dell'ippocastano, sono opera di Alessandro Mazzucotelli.
L'interno rivela un forte gusto per la decorazione. L'ampio e luminoso spazio d'ingresso a sud presenta pavimenti policromatici, affreschi alle pareti e un lavorato soffitto a travi a vista.

### Villa Comerio

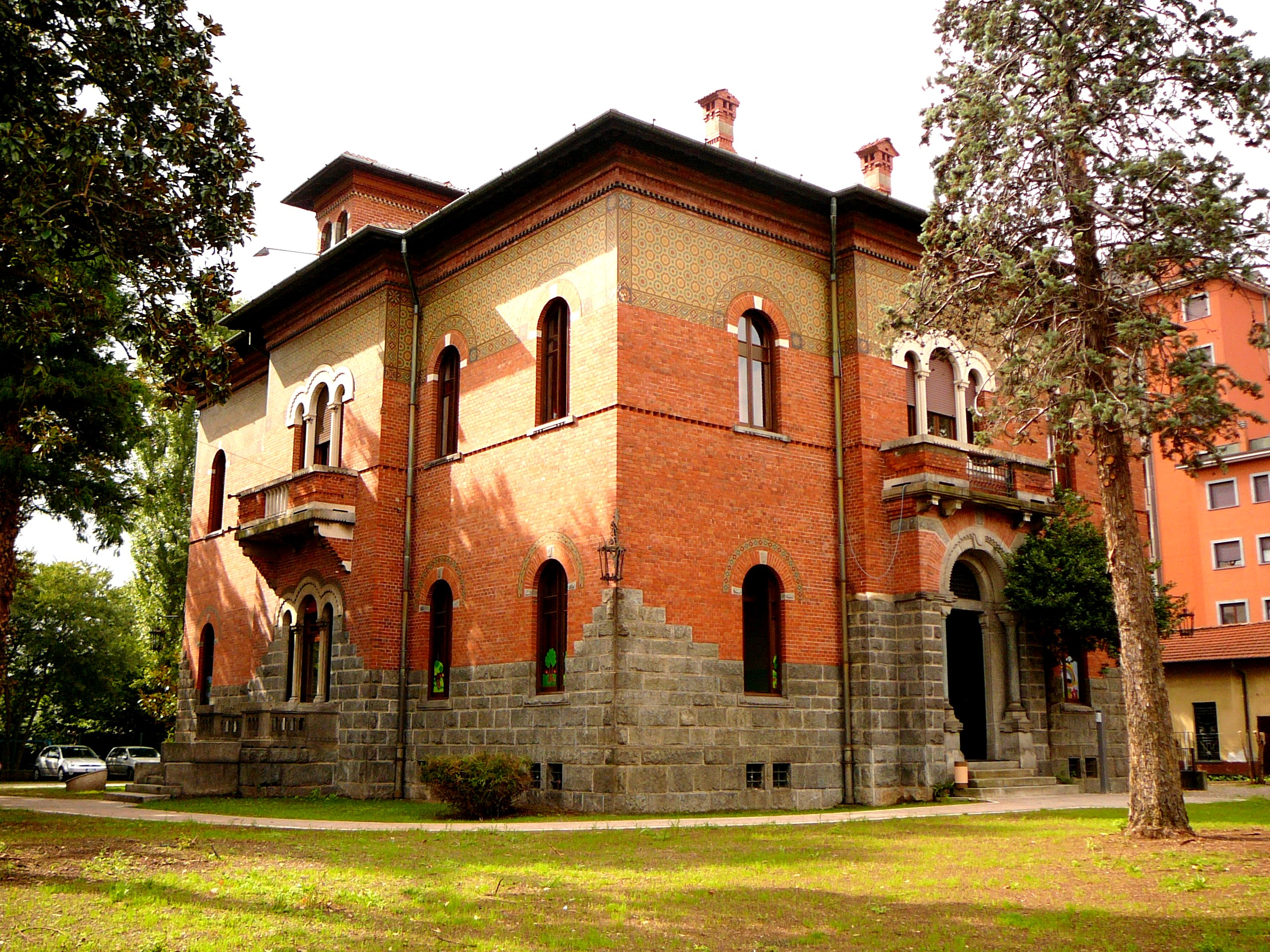
Villa Comerio.

La Villa Comerio fu progettata da Camillo Crespi Balbi per volere dell'industriale Ercole Comerio, proprietario dell'omonima azienda. Fu edificata nel 1923 e sorge all'esterno del centro storico di Busto Arsizio, a pochi metri dal parco situato sull'area dove in passato si trovava l'azienda Comerio. Richiama in alcuni aspetti le altre due ville bustocche del Balbi: Villa Ottolini-Tosi e Villa Ottolini-Tovaglieri. Dal 1977 è di proprietà del Comune di Busto Arsizio.

### Villa Leone

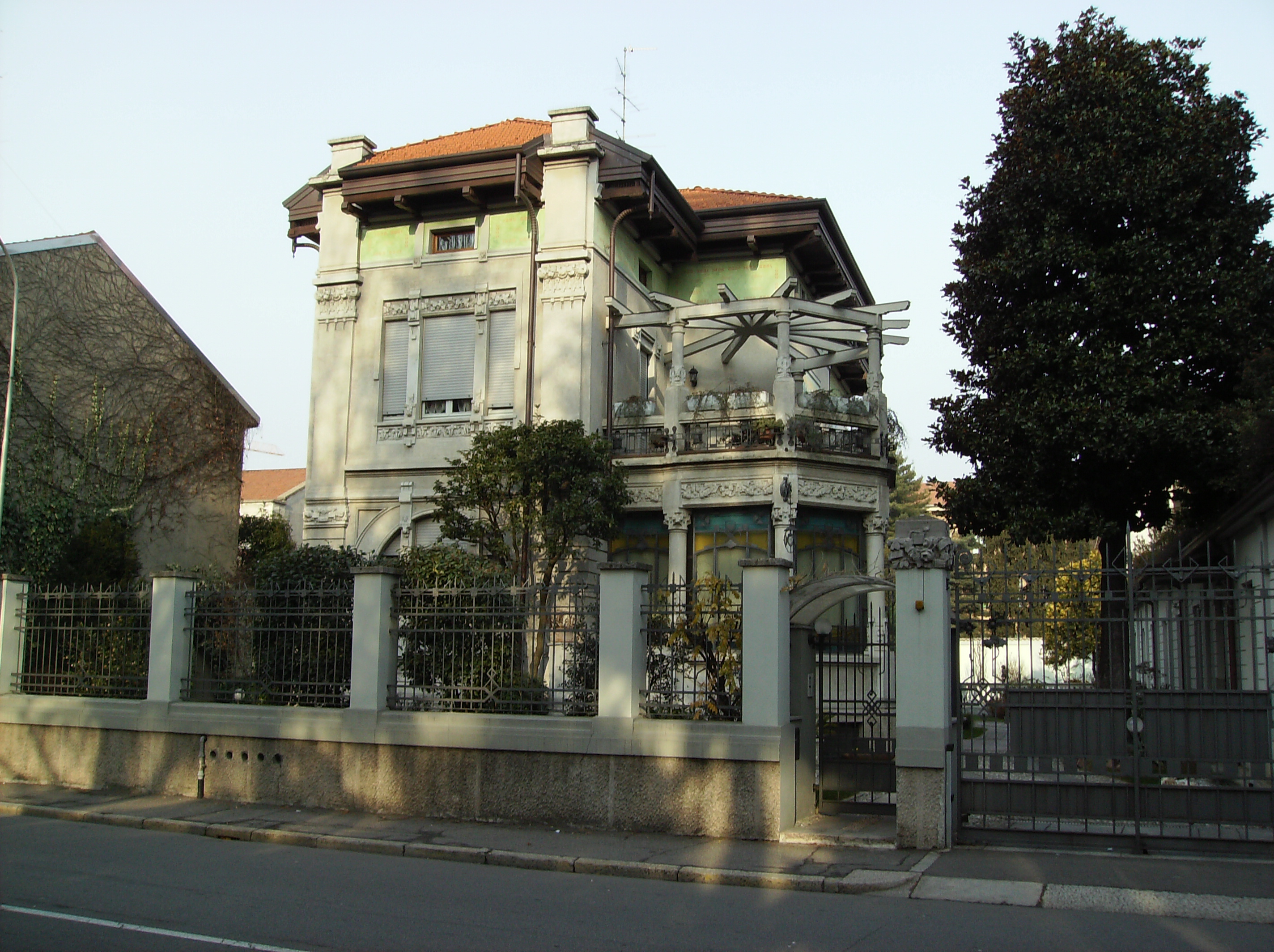
Villa Leone

La villa si affaccia su corso XX Settembre, la strada che mette in comunicazione la città di Busto Arsizio con il comune limitrofo di Castellanza. Fu progettata in stile liberty dall'architetto Silvio Gambini nel 1910. La struttura dell'edificio è rimasta inalterata negli anni, pur con la perdita di alcuni particolari decorativi, quali la fascia colorata del sottogronda.
Presenta due piani rialzati ed un sottotetto abitabile. La veranda, che sporge dal corpo principale, è coperta da una terrazza di travetti a raggiera e presenta colonne dai capitelli decorati da fasci di rose. La finestra ovoidale tripartita riprende quella di Villa Ferrario in via Palestro, anch'essa di Silvio Gambini, progettata nel 1903. Al centro della finestra è posto un tondo con le iniziali del primo proprietario della casa, Leone Edoardo. La facciata è movimentata da cornici aggettanti, lesene e profilature.
Pur riprendendo elementi compositivi già utilizzati in edifici precedenti, siamo di fronte ad una svolta nel percorso formale di Silvio Gambini, che è testimoniata dall'abbandono della rigidità della simmetria.

### Palazzo Marliani-Cicogna

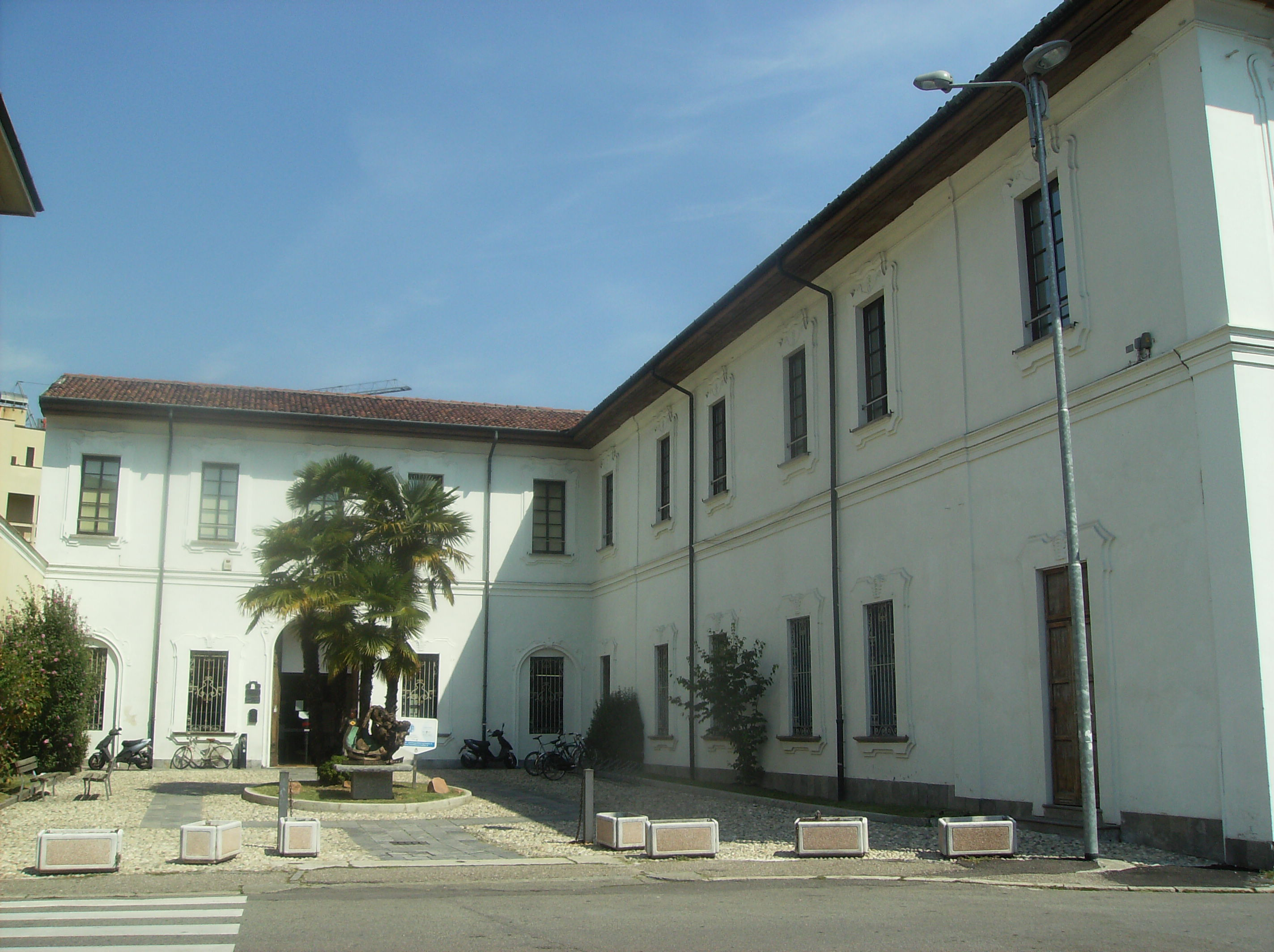
Palazzo Marliani-Cicogna

Il palazzo si trova sulla centrale piazza Vittorio Emanuele II (antica piazza "dùl Conti").
Il conte Luigi Marliani acquistò un antico edificio cinquecentesco dalla famiglia Rasini e la parte di fossato che vi si affacciava, per realizzarvi la propria residenza tra il 1624 e il 1653 attraverso importanti trasformazioni ed ampliamenti. L'impianto venne in seguito ulteriormente modificato nella prima metà del Settecento. Attorno al 1820, la famiglia Cicogna Mozzoni, che aveva ottenuto la proprietà dai conti Gamberana, lo vendette al comune, che vi collocò gli uffici comunali e distrettuali, in vicinanza delle nuove carceri sul retro, sistemate nell'edificio progettato da Francesco Croce nel 1762 come casa di correzione per la gioventù ed albergo dei poveri.
Dopo il trasferimento della deputazione comunale nel nuovo municipio a Palazzo Gilardoni, nel 1862 si deliberarono i lavori di riparazione del palazzo per adattarlo all'uso come tribunale del circondario. Gli uffici giudiziari vennero quindi spostati in altra sede attorno al 1970, mentre la Biblioteca civica vi si era trasferita negli anni cinquanta. Oggi è sede della biblioteca comunale e delle Civiche raccolte d'arte.
Al centro dell'antistante piazza Vittorio Emanuele II fu collocato nel 1958 un monumento ai caduti, smontato il 23 agosto 2010 per essere poi spostato in piazza Trento e Trieste. È previsto il restauro degli edifici della piazza Vittorio Emanuele II entro il 2012, con la realizzazione di un autosilo sotterraneo.

### Palazzo Gilardoni

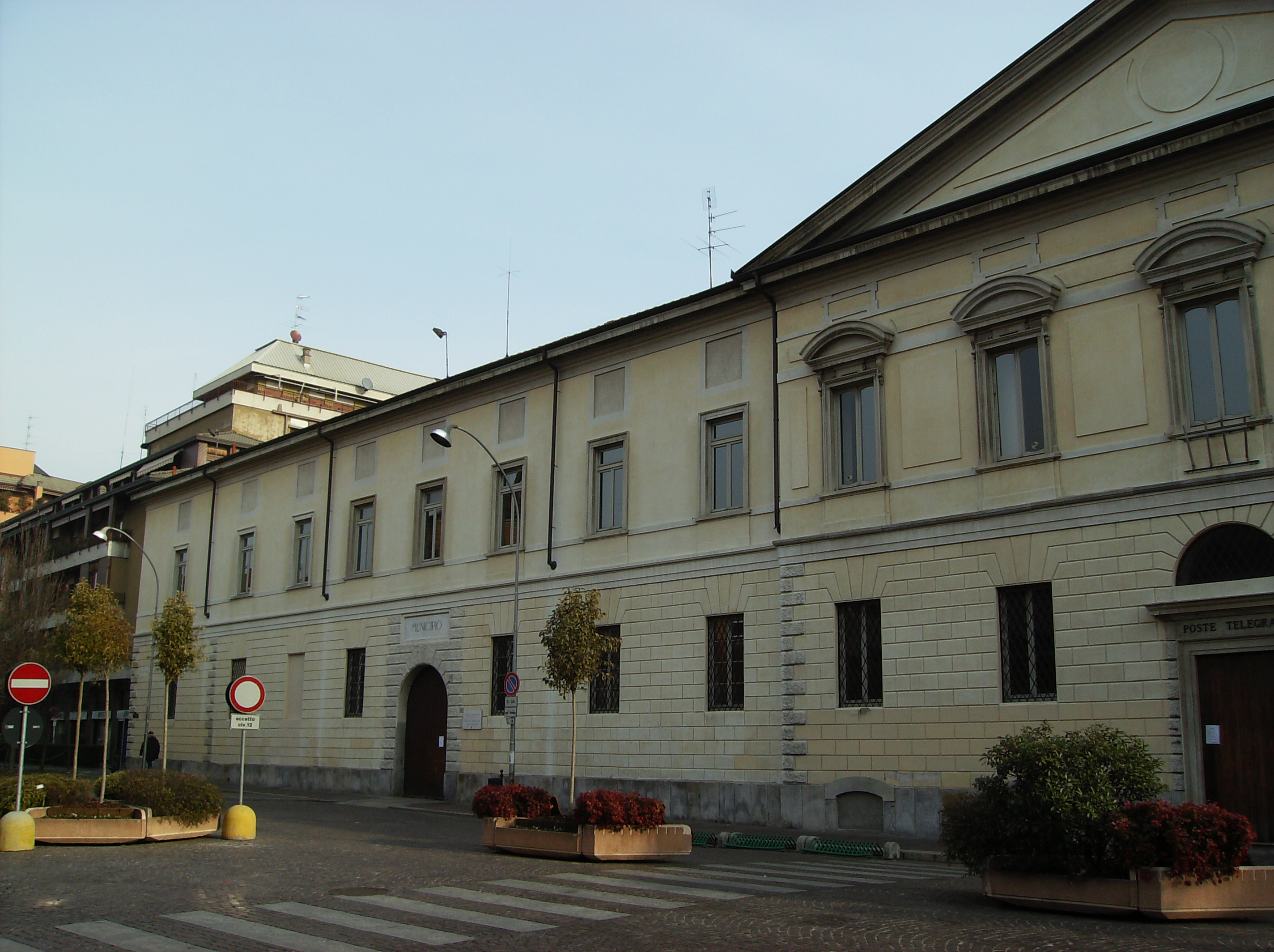
Palazzo Gilardoni

Situato appena fuori dai limiti del vecchio borgo, fu costruito verso la metà dell'Ottocento su progetto dell'architetto Pietro Gilardoni ed aperto a partire dal 1853 con il nome di ospedale San Giuseppe.
Busto Arsizio aveva bisogno da anni di un ospedale. I canonici Benedetto Ladriani e Biagio Bellotti avevano lasciato in eredità, coi loro testamenti rispettivamente del 1729 e del 1784, cospicue somme di denaro alla confraternita religiosa chiamata "Scuola dei Poveri". In realtà, la seconda somma rimase in sospeso fino al 1821, quando venne erogata dai discendenti del canonico con la condizione della costruzione di un ospedale cittadino. Fu quindi incaricato Pietro Gilardoni, allievo dell'architetto austriaco Leopoldo Pollack (autore della Villa reale di Milano). L'ospedale fu ampliato in un primo momento nel 1875 e successivamente nel 1903, sempre a causa della mancanza di letti, che passarono dai 30 iniziali ai 60 dell'inizio del Novecento. Nel 1905 si diede inizio alla costruzione del nuovo ospedale, su un ampio terreno a nord della città.

### Villino Dircea Gambini
Situato tra il centro storico e la stazione di Busto Arsizio, esattamente in via Goffredo Mameli 29, questo edificio era l'abitazione dell'architetto Silvio Gambini, che ne fu anche il progettista. Realizzato nel 1921, il villino prende il nome da Dircea Pedrazzini, moglie dell'architetto. Si tratta di un edificio di tre piani in mattoni a vista, con un basamento in bugnato. Presenta decorazioni intorno alle finestre e in un'alta cornice al secondo piano.

### Villa Nicora-Colombo

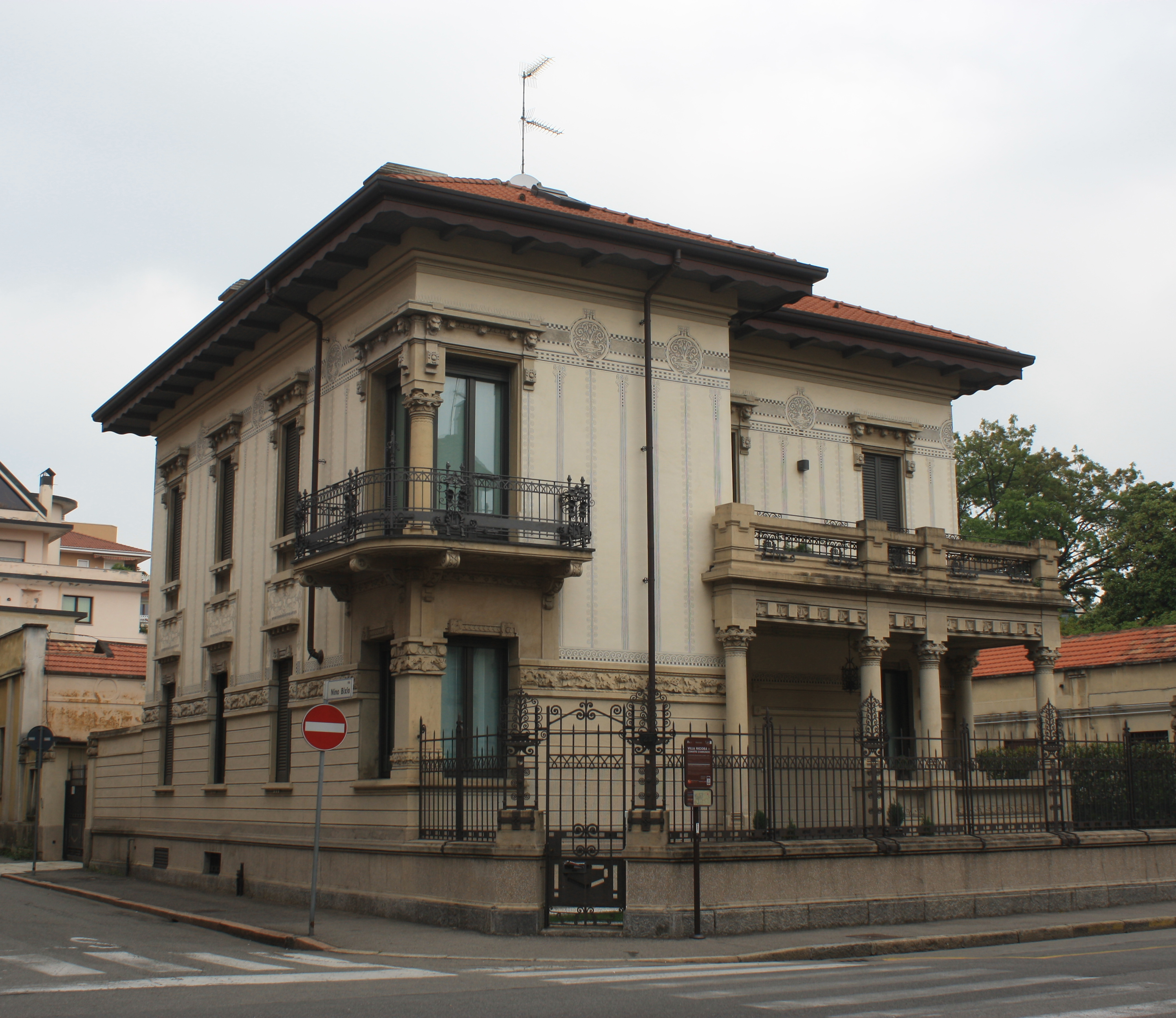
Villa Nicora-Colombo

Situato in via Goffredo Mameli, fu costruito nel 1911 su progetto dell'architetto Silvio Gambini. Si tratta di un edificio in stile Liberty con pianta a L realizzato per l'imprenditore Giovanni Nicora vicino agli stabilimenti della sua azienda. Presenta un importante portico, sorretto da cinque colonne e sovrastato da una terrazza con balaustra in cemento e ferro battuto. Una di queste colonne si ritrova nel balconcino collocato al primo piano nell'angolo sud-ovest, decorato con motivi ornamentali geometrici che si ripetono sopra tutte le finestre (insieme a teste leonine) e nel portico.
All'altezza delle finestre del piano terra si trova una cornice con motivi floreali che divide la parte superiore della villa, a intonaco liscio, da quella inferiore, a intonaco rustico. Un nastro a motivi stilizzati collega tra loro le cimase del primo piano.

### Casa Colombo

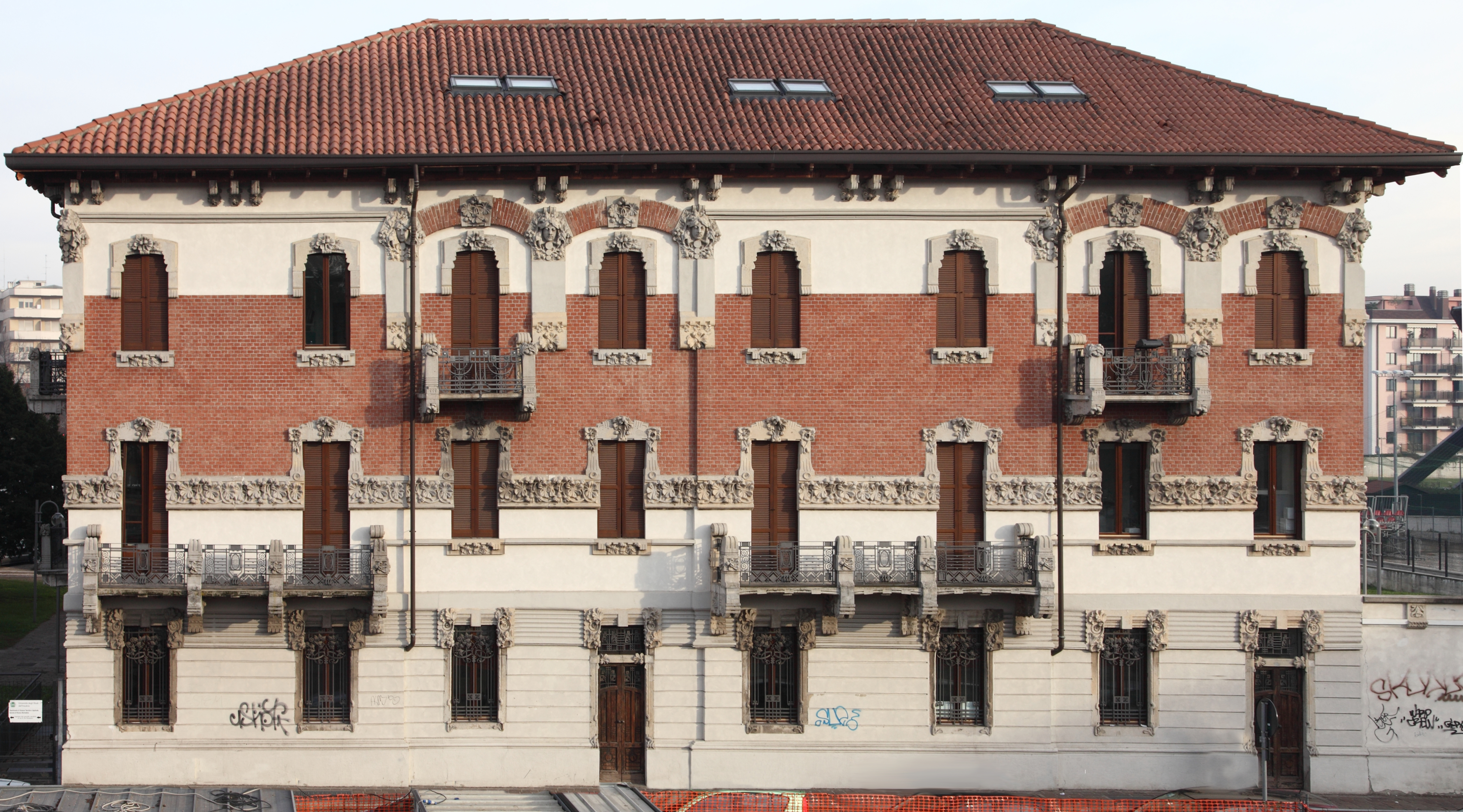
Casa Colombo

Venne progettata come residenza privata di Luigi Colombo, industriale proprietario dell'omonima tessitura e realizzata nel 1915 su progetto dell'architetto Silvio Gambini. L'edificio è una casa che si sviluppa su tre piani in perfetto stile Liberty. La facciata ovest, affacciata sulla strada, è scandita da differenti materiali e decorazioni che si alternano dal basso verso l'alto: al piano terra si trova una fascia in pietra a fasce, alta quanto le finestre, che un tempo si raccordava al muro di cinta, oggi demolito. Questa fascia è sormontata da una seconda ad intonaco liscio sovrastata da una decorazione a nastro che collega tutte le finestre del primo piano alla mezzeria: è realizzata in graniglia di cemento decorata con foglie di ippocastano. Proseguendo verso l'alto si trova un'area in mattoni a vista che arriva fino alla mezzeria delle finestre del secondo piano, dove si interrompe lasciando lo spazio ad una nuova fascia in intonaco liscio.

### Casa Castiglioni

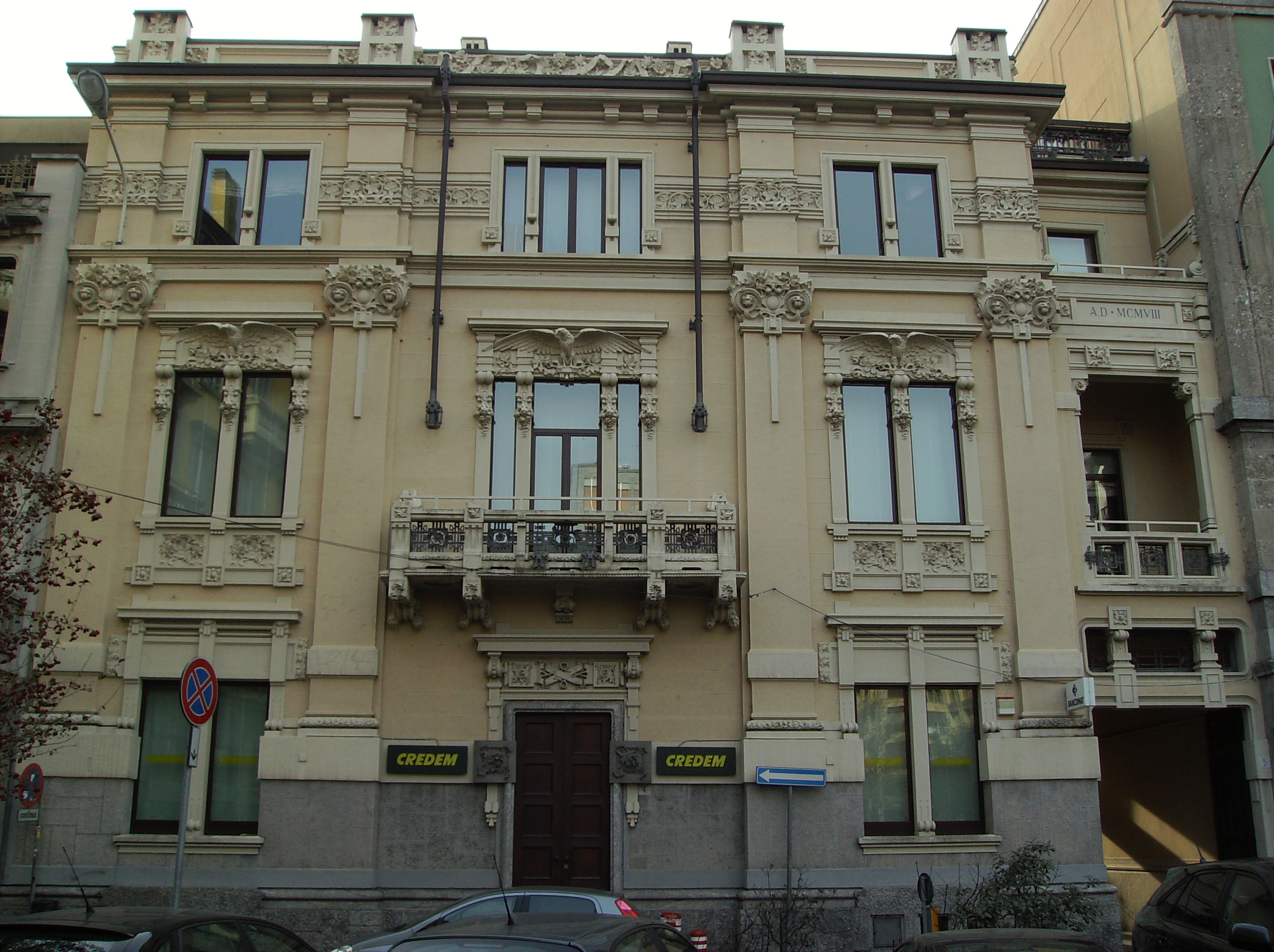
Casa Castiglioni

È un edificio in stile Liberty situato in piazza Garibaldi e progettato dall'architetto Silvio Gambini nel 1907. Si tratta di un edificio articolato su tre piani. La facciata presenta quattro lesene che definiscono tre blocchi verticalmente: uno centrale, più largo, dove si colloca l'ingresso e due laterali tra loro simmetrici. È presente inoltre un quarto blocco collocato sul lato destro della facciata che collega il cortile interno alla piazza antistante.
L'intera facciata è riccamente decorata con figure vegetali: grappoli di frutta, foglie di castagno, rami di ippocastano, aquile nelle cimase delle finestre e nastri. Queste decorazioni Liberty sono ispirate a quelle di Palazzo Castiglioni a Milano, opera di Giuseppe Sommaruga, con il quale il Gambini strinse importanti frequentazioni. A completare l'impianto decorativo della facciata si trovano dei pregiati ferri battuti realizzati da Alessandro Mazzucotelli nei parapetti del balcone centrale e della loggia del blocco laterale, oltre che nel cancello interno.
In facciata, il secondo piano è visivamente separato dal primo da una fascia marcapiano lineare aggettante, mentre tra le finestre del secondo piano corre una seconda fascia decorata con elementi in rilievo raffiguranti elementi naturali e nastri. La copertura è nascosta da un parapetto intervallato da pilastrini che si collocano sopra le quattro lesene.

## Archeologia industriale

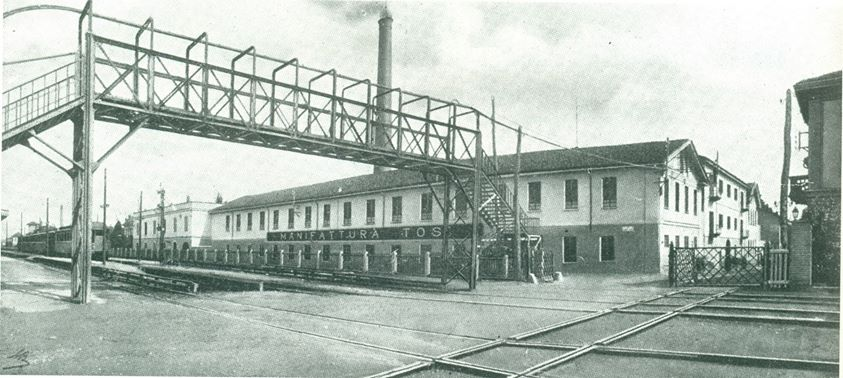
Manifattura Tosi, nei pressi dell'incrocio tra la Ferrovia Domodossola-Milano e la Tranvia Milano-Gallarate

Grazie allo sviluppo industriale, a partire dalla metà dell'Ottocento, Busto Arsizio conserva alcuni edifici storici industriali dismessi, di interesse per l'archeologia industriale, per i quali sono stati avviati piani di recupero:
- Cotonificio bustese (fondato nel 1887 e chiuso nel 1978), acquistato dal comune nel 1980 ed ora Museo del tessile e della tradizione industriale di Busto Arsizio
- Calzaturificio Borri (fondato nel 1892[44], acquistato dal comune nel 2001 e in attesa di un progetto di recupero).[45]
- Molini Marzoli Massari (costruiti nel periodo 1906-1926 in stile liberty, con sobrie decorazioni floreali, ad opera dell'architetto Silvio Gambini[46] per la Società Anonima Molini Marzoli Massari). Si trattava di un grande impianto per la macinazione del frumento, studiato per una potenzialità di 500 quintali al giorno e affacciato sulla ferrovia, prima del suo spostamento. L'impianto cessò l'attività nel 1975, ma non demolito per il suo interesse storico artistico. Venne acquistato dal comune nel 1985 e dal 15 aprile del 2000 ospita il polo culturale comunale e la sede dell'università degli studi dell'Insubria (per il corso di laurea in biologia sanitaria della facoltà di scienze matematiche, fisiche e naturali).
- Cotonificio Giovanni Milani (fondato nel 1870, costruito tra il 1880 e gli anni venti, chiuso negli anni sessanta e demolito nel 2004) e sulla cui area è stato creato un parco pubblico che conserva le due ciminiere ed il portale.
- Tessitura Lissoni & Castiglioni, ora adibita a struttura commerciale.
- Cotonificio Ercole Bossi (costruito prima del 1875), ora sede ACLI.
- Cotonificio Crespi Lombardo-Veneto (del 1914), ora sede di banca.
- Cotonificio Venzaghi (1906),[47] oggi spartito in aziende minori.
- Cotonificio Enrico Candiani (1907), sede dal 1970 di un'altra struttura produttiva.

Altri edifici, come quello della Manifattura Tosi situato all'angolo nord-orientale tra il viale della Gloria e la via XX Settembre, sono stati demoliti.

### Cotonificio Bustese

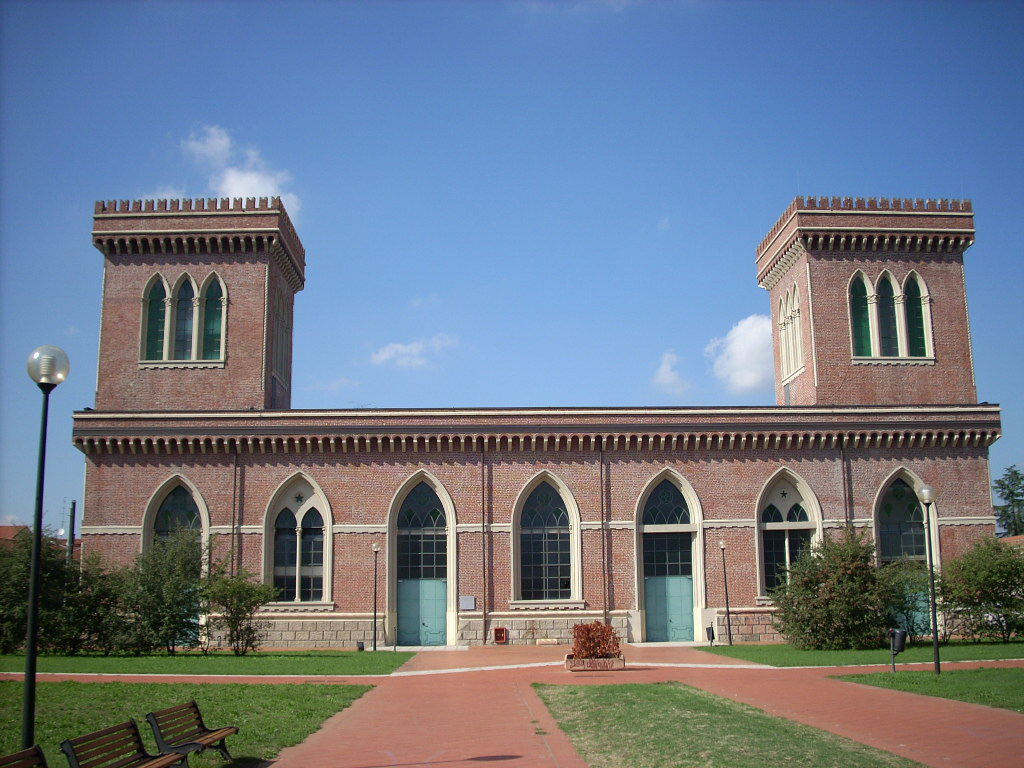
Cotonificio Bustese

Il Museo del tessile e della tradizione industriale, situato appena fuori dal centro storico, è stato istituito il 30 gennaio 1997 ed ha in esposizione macchinari tessili e prodotti finiti (dalle fibre tradizionali alle nuove fibre sintetiche) dell'epoca che va dall'Ottocento fino ad oggi.
Il museo ha ottenuto dalla Regione Lombardia il marchio di qualità per i servizi offerti. L'edificio in cui è allestito il museo era la sede della nuova filatura dell'ex-Cotonificio Bustese di Carlo Ottolini, acquistata dal comune nel 1980.

### Molini Marzoli Massari

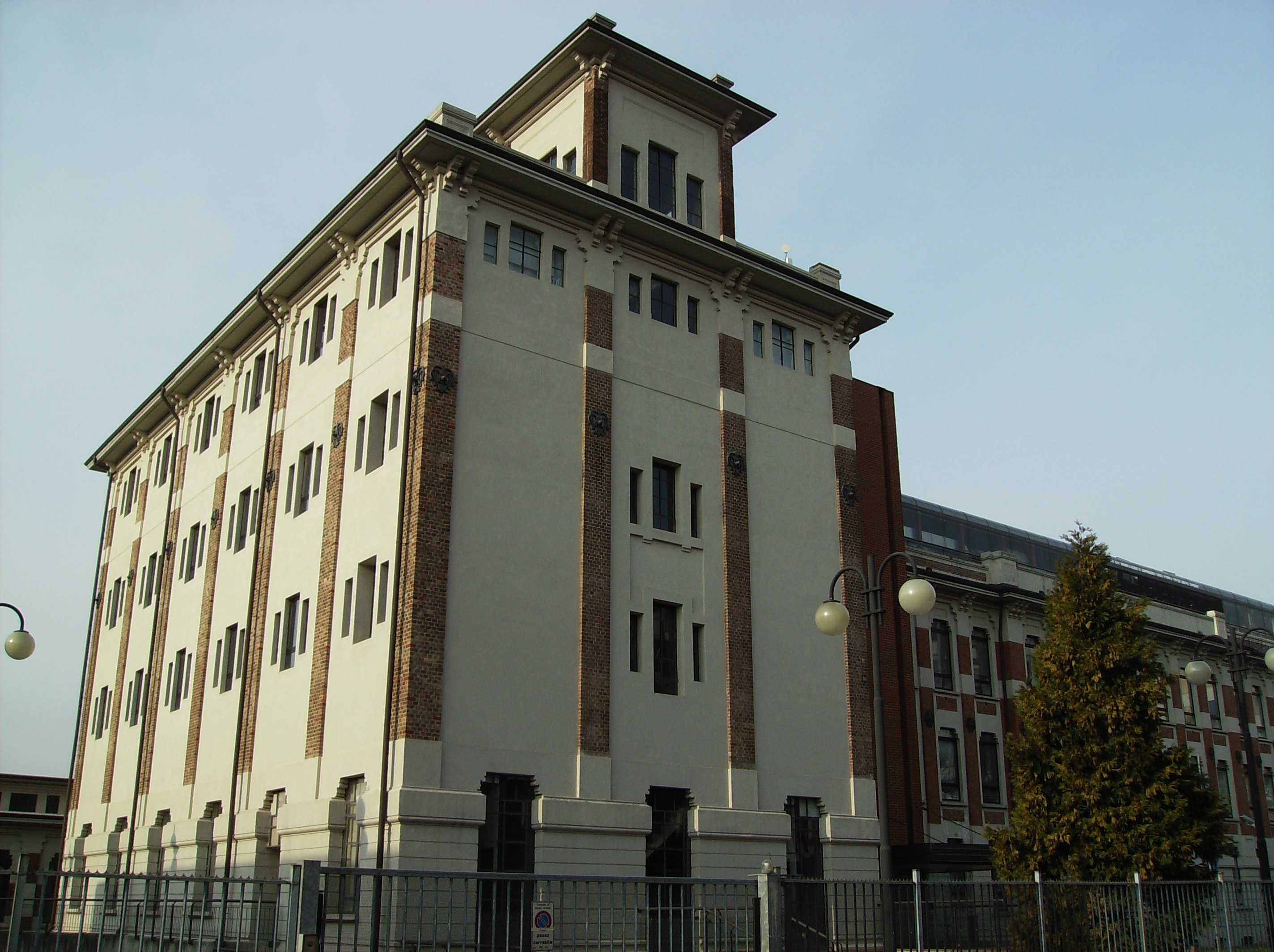
Molini Marzoli Massari

I Molini Marzoli Massari, siti lungo il viale Cadorna, in una zona dove un tempo passava la linea ferroviaria, risalgono al 1906-1907, quando furono realizzati dall'ingegner Guazzoni. In seguito, ad opera dell'architetto bustese Silvio Gambini alcuni edifici che componevano il complesso vennero demoliti, altri vennero modificati e ne furono costruiti di nuovi, in uno stile Liberty tipico del Gambini. I lavori terminarono nel 1927, quando questo primo e unico molino per la macinazione del frumento di Busto Arsizio entrò in funzione.
Il molino chiuse i battenti negli anni sessanta e nel 1985 il complesso fu acquistato dal Comune di Busto Arsizio che, dopo un restauro nel 2000, vi insediò il Polo Scientifico Tecnologico lombardo, il Centro Tessile Cotoniero, una sala convegni, varie funzioni per la Facoltà di Biologia dell'Università dell'Insubria e alcuni uffici comunali.
Oggi il complesso è conosciuto con il nome di Tecnocity - Molini Marzoli Massari.

### Calzaturificio Borri

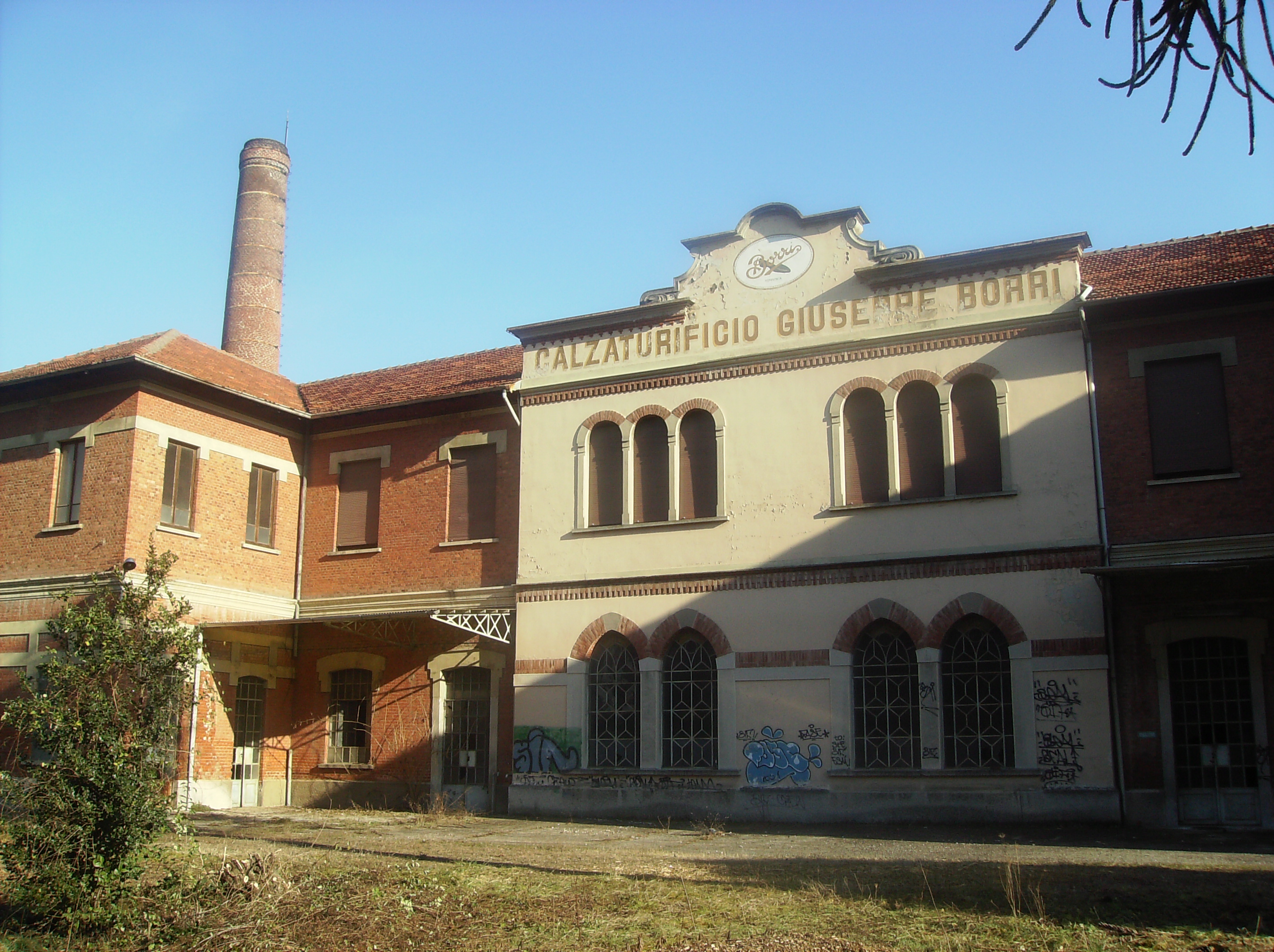
Calzaturificio Borri

Lo stabilimento del Calzaturificio Borri si trova in viale Duca d'Aosta. All'epoca della costruzione del calzaturificio progettato dall'architetto Camillo Crespi Balbi, il viale era sede di un tratto della ferrovia Domodossola-Milano, il che permetteva di avere accesso diretto al trasporto su rotaia.
L'edificio, che riprende i modi tipici dell'eclettismo architettonico lombardo di inizio novecento, ha una pianta a forma di "C" simmetrica ed è realizzato in mattoni a vista. Alle spalle di questo corpo di facciata si trovano i capannoni dove avvenivano le varie fasi di produzione dell'azienda. Gli uffici erano collocati in una villa esterna all'edificio principale.
Dopo la chiusura dell'azienda, avvenuta nel 1990, l'edificio è rimasto in stato di abbandono. Nel 2001 è stato acquistato dal comune di Busto Arsizio per la somma di 8 miliardi di lire.

## Cinema e teatri

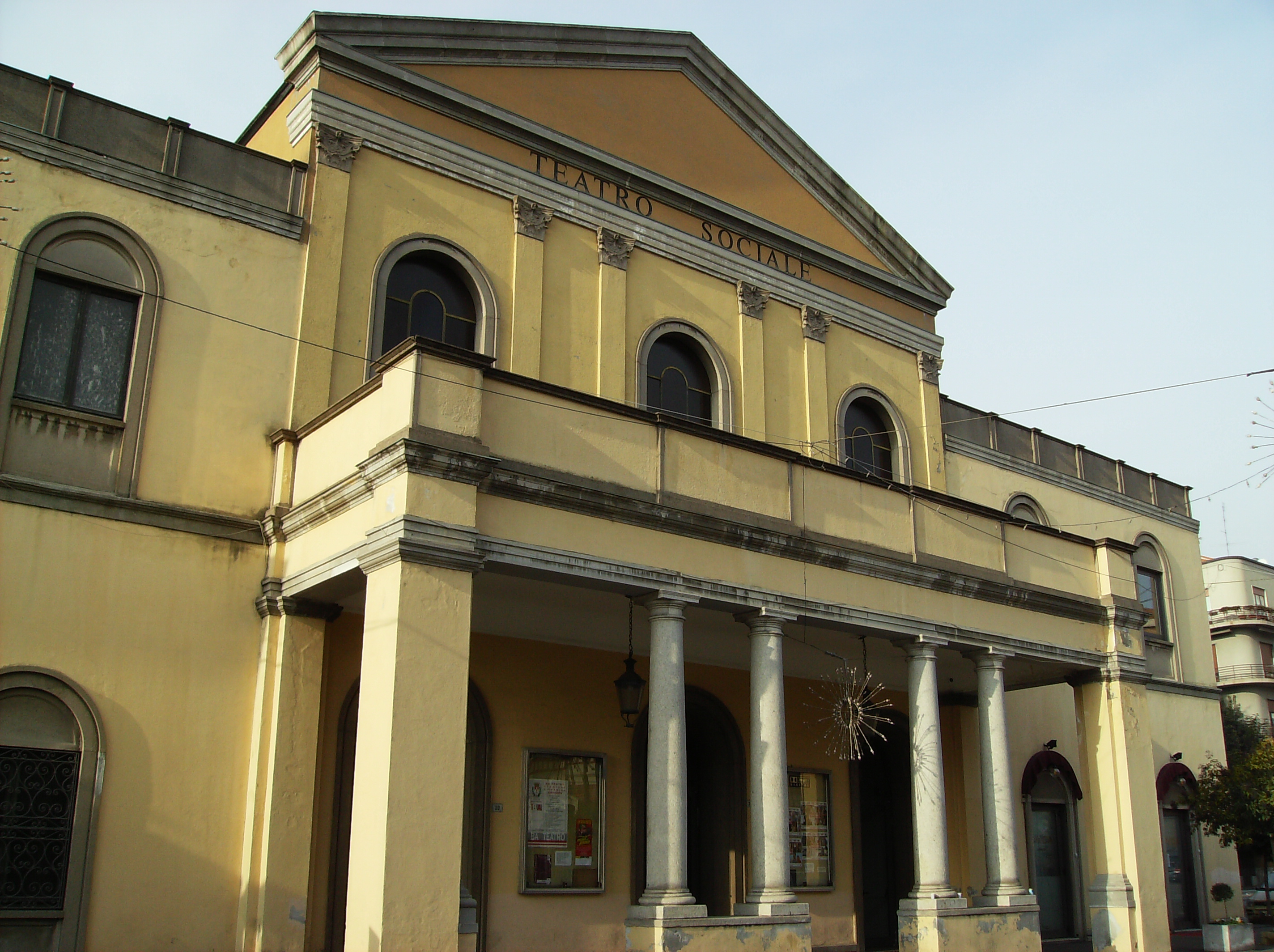
Cinema Teatro Sociale

Il Sociale, il teatro più storico della città di Busto Arsizio, i cui lavori di costruzione terminarono nel 1891, fu fatto erigere dalla contessa Carolina Candiani in Durini per esaudire le ultime volontà del padre, il cavaliere Giovanni Candiani. Durante gli anni quaranta, su iniziativa della parrocchia di San Michele Arcangelo, nacque il teatro Alessandro Manzoni, ristrutturato nel 1971 e messo a norma nel 1996. Nel 1948 sorse, nel quartiere di Sacconago, il teatro Lux, destinato a ospitare una compagnia filodrammatica. Anche il quartiere di Borsano ha il suo teatro: il cinema Aurora, costruito nel 1969 per volontà dell'allora parroco don Ferdinando Oleari. Su iniziativa della parrocchia di Sant'Edoardo, tra il 1951 e il 1953, fu edificato, nei pressi dell'oratorio, il cinema San Giovanni Bosco, dichiarato inagibile nel 1993 e riaperto nel 1998. È una delle sale più attive della città, sia sotto l'aspetto teatrale sia sotto l'aspetto cinematografico con il suo storico cineforum, sostenuto ed animato da un affiatato gruppo di volontari. Conta due compagnie stabili, "Gli Antagonisti", operante nel genere commedia e sperimentazione, e "L'Aquilone", operante soprattutto nel campo dei musical. Inaugurato nel 1997, il Cinema Teatro Fratello Sole, in via Massimo D'Azeglio 1, è l'ultimo teatro costruito a Busto Arsizio. L'edificio che ospitava quest'ultimo teatro fu innalzato su progetto degli ingegneri Leopoldo Candiani ed Eugenio Villoresi e fu inaugurato il 24 novembre 1898 con il nome di "Teatro delle associazioni cattoliche". Dopo le modifiche del 1946 su progetto dell'ingegner Prandina, il teatro venne nuovamente inaugurato nel 1947 con il nome di "Nuovo".
Tra i cinema chiusi vanno ricordati il Pozzi di via Bramante (costruito nel 1930 su progetto dell'ingegner Ettore Allemandi e chiuso negli anni '80) e l'Oscar di via Cavallotti (costruito nel 1953-54 e chiuso nel 2006), che si spartivano i maggiori incassi nel secondo dopoguerra e seppero tener testa alla concorrenza della televisione fino agli anni sessanta, ma anche il cinema Italia di via Ugo Foscolo, il cinema Castelli di via Milano e il cinema Mignon (costruito nel 1898 con il nome "teatro delle Associazioni Cattoliche" dagli ingegneri Leopoldo Candiani ed Eugenio Villoresi, modificato profondamente nel 1946 dall'ingegner Prandina e ridefinito "cinema Nuovo").

## Cascine

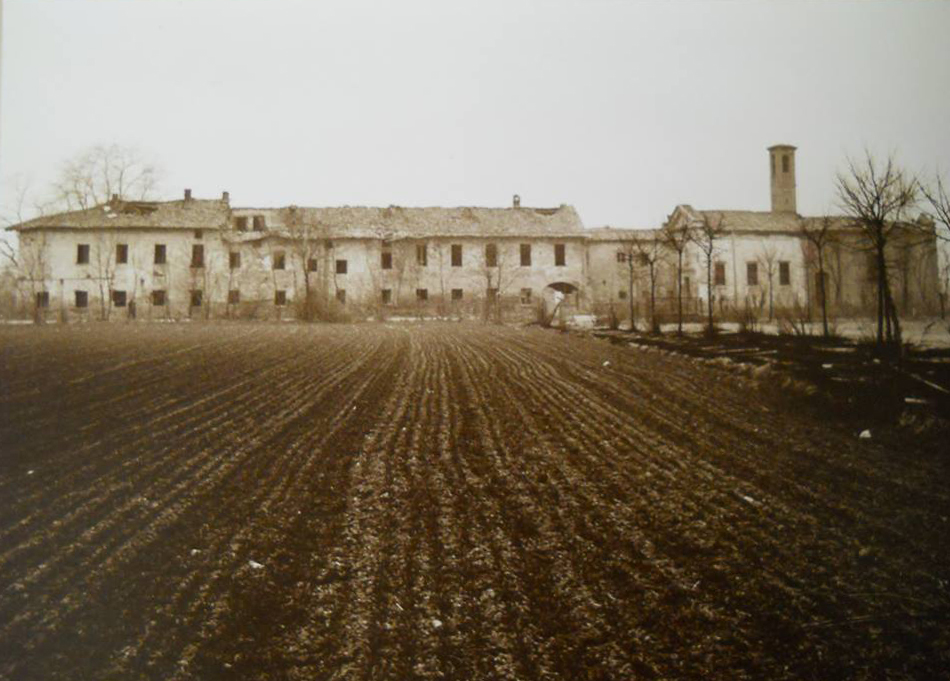
La Cascina dei Poveri

Nella storia di Busto Arsizio l'attività agricola ha avuto un ruolo di secondo piano a causa della scarsa produttività del terreno e della sua permeabilità. Fin dai primi anni del XVIII secolo la maggior parte dei terreni era di proprietà di grandi latifondisti che lasciavano la gestione dei fondi a dei fattori. Accanto a questi grandi possedimenti vi erano poi i piccoli proprietari le cui terre, solitamente meno produttive, davano scarsi frutti, tanto da costringere i contadini ad arrotondare i guadagni lavorando per i maggiori possidenti o lavorando al Telaio. Erano però largamente presenti sul territorio cascine che oggi appaiono per lo più abbandonate: si tratta di edifici di modeste dimensioni, con un cortile, un fienile, un portico per il ricovero di carri e attrezzi, una stalla, un granaio e i locali di abitazione della famiglia del fattore e/o dei suoi lavoratori. Fa eccezione, per la sua complessità, la Cascina dei Poveri, situata nell'area più a nord del territorio comunale.
Tra le altre cascine (se ne contano in tutto 113), alcune delle quali ancora abitate o trasformate in agriturismi, le principali sono Cascina Burattana, Cascina Borghetto, Cascina Favana (antecedenti il 1772), Cascina Formaggiana, Cascina Malavita (poi Ama la Vita), Cascina Speranza (precedenti il 1857) e Cascina Calcaterra, successiva al 1920.

## Piazze e strade

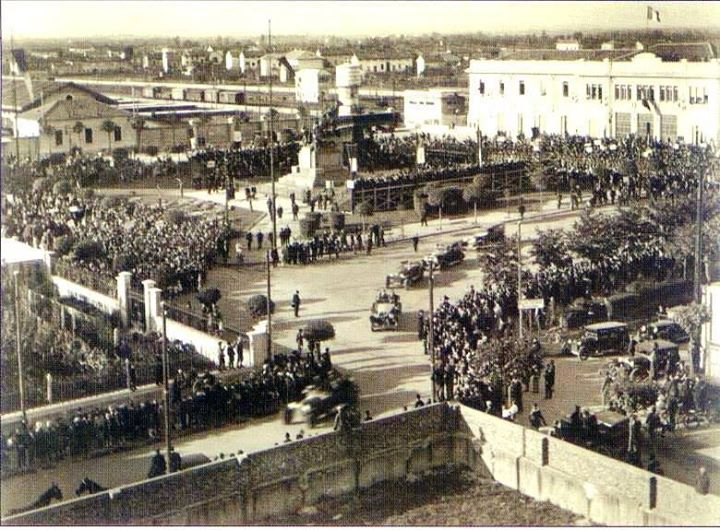
Piazza Volontari della Libertà

Con la frase "le piazze sono per eccellenza il luogo di nascita e aggregazione della civiltà occidentale" l'allora assessore ai Lavori Pubblici, Claudio Fantinati, inaugurò nel 2004 il nuovo arredamento di piazza Toselli nel quartiere di Borsano.
Storicamente, sono tre le piazze principali che si trovavano all'interno del borgo di Busto Arsizio: quella più antica e importante, di santa Maria, in cui si affaccia la pregevole basilica bustocca, quella di san Giovanni Battista (sorta nella zona dell'antico cimitero) e quella oggi dedicata a Vittorio Emanuele II, dinnanzi all'allora dimora dei conti di Busto Arsizio, il Palazzo Marliani-Cicogna.
A queste, è possibile aggiungere le due piazze principali degli ex-comuni autonomi di Sacconago e Borsano, oggi quartieri meridionali di Busto Arsizio, che sono rispettivamente la piazza della Chiesa (insieme alla contigua piazza Carlo Noè) e la piazza Gallarini (sulla quale si affaccia la chiesa parrocchiale del quartiere).
Dopo la rivoluzione industriale, quando iniziò l'espansione della città oltre i confini del vecchio borgo, alcuni dei prati antistanti il terrapieno che circondava Busto Arsizio si sono trasformati in piazze. È il caso di piazza san Michele (il vecchio prato su cui sorse la chiesa di Madonna in Prato), di piazza Manzoni, di piazza Garibaldi (prato di porta Basilica) e di piazza Trento e Trieste.
Più recentemente, ha acquistato importanza anche la piazza Volontari della Libertà, che accoglie la nuova stazione delle Ferrovie dello Stato, dopo lo spostamento della vecchia sede sull'attuale viale duca d'Aosta.

### Piazza Santa Maria

Il mercato nella piazza Santa Maria

Si tratta della piazza più importante e centrale della città, nella quale convergevano le quattro contrade in cui era suddiviso l'antico borgo di Busto Arsizio. Sul lato nord della piazza si trovano il santuario di Santa Maria di Piazza, la chiesa trecentesca di sant'Antonio abate e il loro campanile in comune. Al centro della piazza si trovava anche una piscina per l'abbeveraggio degli animali. A sud della piazza si trovava la Beccaria, dove si macellavano gli animali. L'edificio, probabilmente tardo medioevale, sporgeva verso la piazza ed era interamente porticato, come risulta anche dalla mappa del catasto Teresiano. Agli inizi dell'Ottocento tale edificio venne ricostruito e ampliato per farne un teatro, inaugurato nel 1811. Fu nuovamente demolito nel 1933. Dall'altra parte della incipiente via Bramante si trova la casa Rauli, con la sua torretta. Più a sud, si estendeva la piazzetta Bramante (già piazzetta Pretura), dalla quale si accedeva al monastero di santa Maria Maddalena e san Gerolamo. Sul lato ovest, la vecchia Contrada del Mercato fu allargata e chiamata via Felice Cavallotti: con l'apertura del corso Europa, mette in comunicazione la piazza Santa Maria con la piazza Manzoni. A nord di tale via, laddove si trovava la casa natale di Arturo Tosi, alla fine degli anni '60 del XX secolo fu costruito il condominio Santa Maria, su progetto di Mario Bondioli ed Ercole Lana.

### Piazza San Giovanni

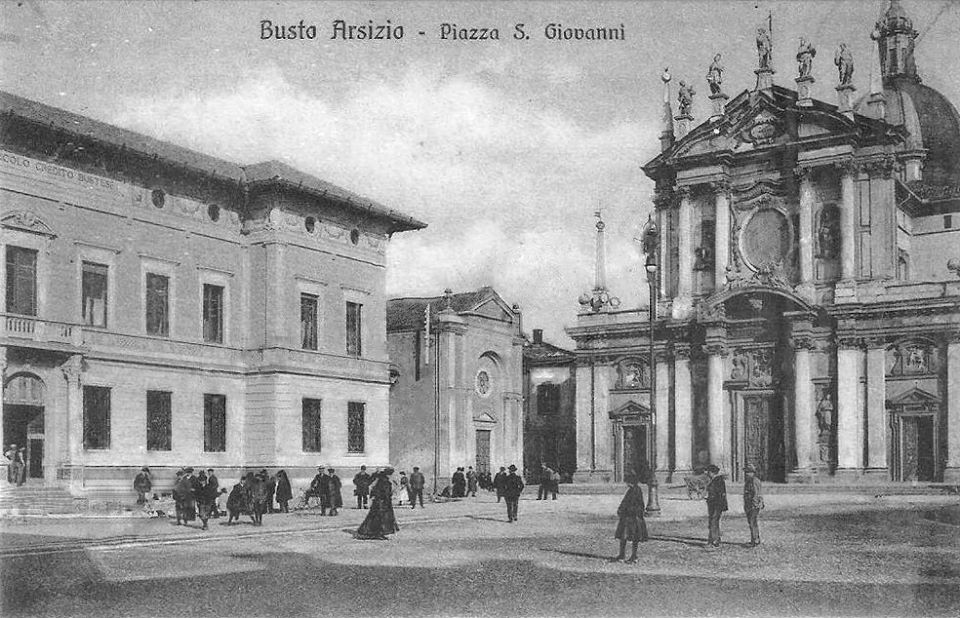
Piazza san Giovanni con la Basilica e il Piccolo Credito Bustese

È una delle tre piazze situate nel centro storico. Sorge a est rispetto alla piazza Santa Maria, alla quale è connessa attraverso le vie sant'Antonio e Cavour, parallele tra di loro. Il lato orientale della piazza è interamente occupato dalla Basilica di San Giovanni Battista. Tra la Basilica e la via Tettamanti si trova il Battistero di San Filippo Neri. Dall'altra parte della via Tettamanti si affaccia quello che fu il Piccolo Credito Bustese, che occupa quasi per intero il lato settentrionale della piazza, giungendo fino alla via Solferino. La costruzione iniziò nel 1909 e terminò l'anno successivo. Sugli altri lati si affacciano palazzi storici, alcuni dei quali restaurati negli anni 2000, come palazzo Volonterio, che si trova sul lato meridionale. La piazza è collegata ad altre tre importanti piazze della città: via Milano la collega a piazza Garibaldi, via Tettamanti Monsignor Giuseppe a piazza Vittorio Emanuele II, via Cavour e via sant'Antonio la collegano alla piazza Santa Maria. Verso sud, laddove si trovava una volta il vicolo Rauli, è stata aperta la via cardinal Tosi.

### Piazza Vittorio Emanuele II

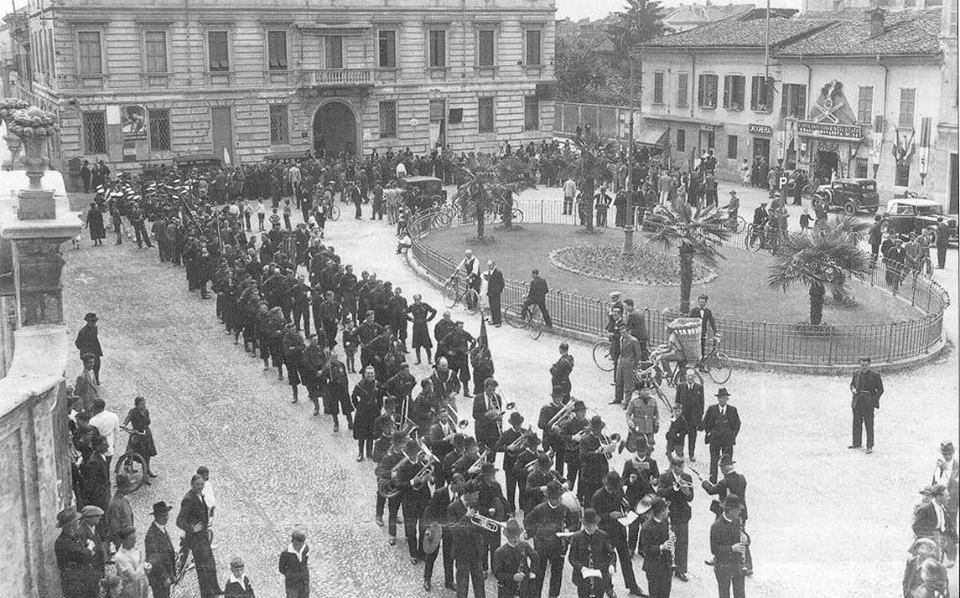
Piazza Vittorio Emanuele II

È la piazza che sorgeva di fronte a Palazzo Marliani-Cicogna, feudatari della Contea di Busto Arsizio. Precedentemente si chiamava piazza Giustizia e ancora prima piazza del Conte. Era collegata al borgo attraverso due strade che conducevano, la prima, alla piazza San Giovanni e al quartiere Basega (basilica), e la seconda alla porta dei Re Magi e ai quartieri di Pessina (piscina) e Sciornago. Nel 1861 venne aperta la via Pozzi, diretta verso l'odierna piazza Garibaldi. Nel 1899, in seguito alla costruzione delle scuole Carducci (oggi liceo classico Daniele Crespi), una nuova strada parallela a via Pozzi venne fatta sfociare sulla piazza del Conte, che intanto aveva assunto il nome attuale. Per un certo numero di anni la piazza ha ospitato il monumento ai caduti realizzato dallo scultore Enrico Manfrini, prima del suo trasferimento in piazza Trento e Trieste. Su piazza Vittorio Emanuele II si affacciano la biblioteca comunale e le Civiche Raccolte d'arte, che occupano entrambe alcuni degli spazi di Palazzo Marliani-Cicogna, oltreché alcune dimore che in taluni casi risalgono al Settecento. Sul lato meridionale della piazza, in un'area che si estende fino alla via Solferino, sono in costruzione nove palazzine con appartamenti e negozi.

### Piazza San Michele

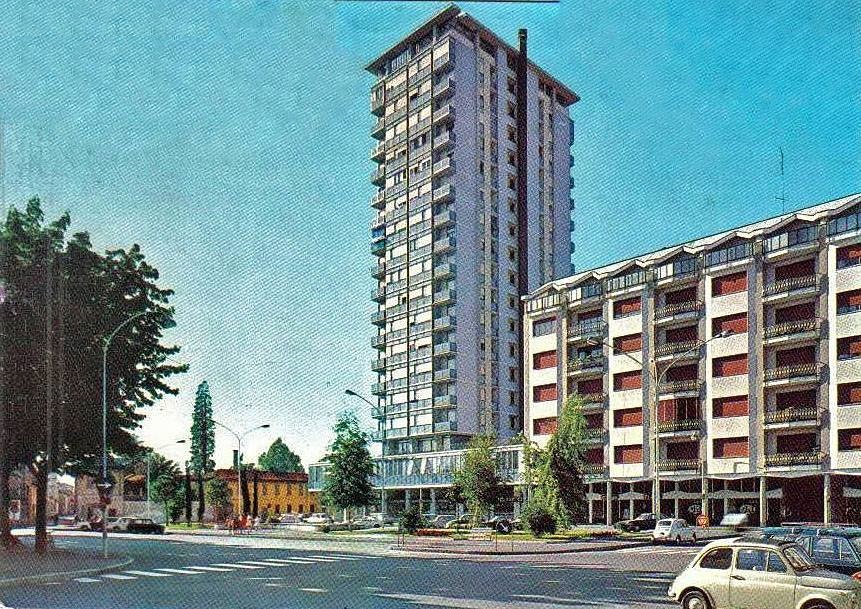
Piazza San Michele

Si tratta della piazza situata al confine nord-occidentale del centro storico, dove sorgeva una fortificazione longobarda che difendeva il vecchio borgo. È dominata sul lato meridionale dalla prepositurale di San Michele Arcangelo e sul lato settentrionale dal palazzo più alto della città, costruito nei primi anni sessanta del secolo scorso sul terreno in cui sorgeva il podere dei conti Durini. La piazza subì un grande intervento di riqualificazione negli ultimi anni del secolo scorso: l'isola centrale venne unita al sito della parrocchia, permettendo la circolazione delle auto non più come in una rotatoria, ma solo tra la zona pedonale e il grattacielo. Anche la fontana fu completamente rifatta. Poco distante dal condominio, in quello che era il prato che si estendeva al di fuori del terrapieno che occupava la piazza, proprio in mezzo alle due strade che collegavano Busto Arsizio con Gallarate e Verghera, sorge la Chiesa di Madonna in Prato. A pochi metri dalla piazza sorge il parco del Museo del tessile e della tradizione industriale di Busto Arsizio. Piazza san Michele è contigua a piazza Manzoni e alla piazzetta don Pio Chieppi, sulla quale si affaccia il museo di arte sacra di San Michele Arcangelo.

### Piazza Manzoni

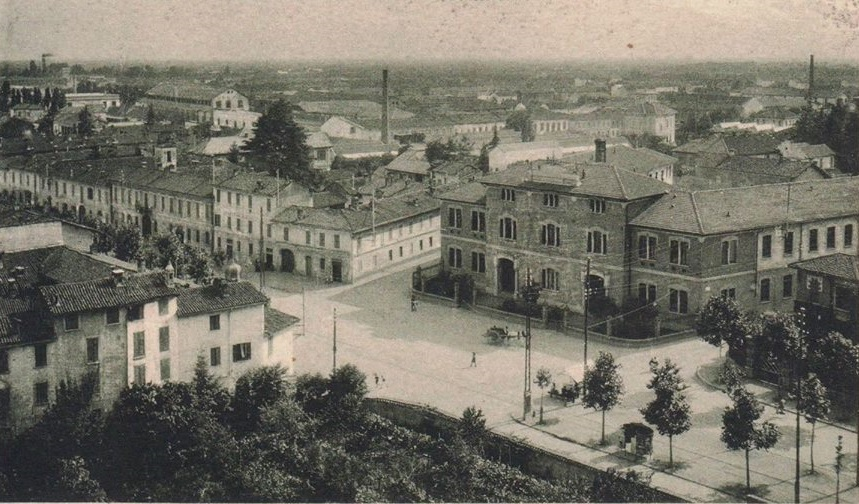
Piazza Manzoni vista dal campanile di san Michele

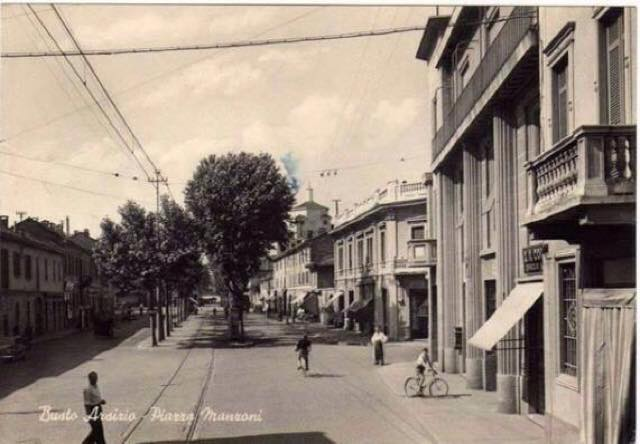
Piazza Manzoni con la Tranvia Milano-Gallarate

È una piazza dalla forma allungata, aperta al traffico veicolare, lungo la quale si affacciano alcuni edifici degni di nota. Tra questi, in primo luogo villa Pozzi, che oggi ospita la caserma della Guardia di Finanza, realizzata nel 1905 dall'architetto Silvio Gambini per il figlio di Pasquale Pozzi, Ercole, titolare di un'industria manifatturiera bustocca oltreché primo presidente del Piccolo Credito Bustese, che ci avrebbe vissuto insieme alla moglie Carolina Bellingardi e ai quattro figli. In secondo luogo sono da menzionare le scuole Manzoni, opera dell'architetto Camillo Crespi Balbi, del 1903, e l'abside della chiesa di San Michele Arcangelo. Sulla piazza, che in precedenza si chiamava piazza della Fiera, si trovavano due delle quattro porte della città, Pessina (in corrispondenza dell'attuale via Giacomo Matteotti) e Savico (in corrispondenza dell'attuale via Giuseppe Lualdi). Fino al 1951 al centro della piazza transitava il tranvia Milano-Gallarate. In passato l'odierna piazza Manzoni ospitava il fossato che circondava le mura del borgo di Busto Arsizio, riempito con le acque provenienti dalla deviazione del torrente Tenore. Nella parte meridionale della piazza sorgeva una cascina, la Ciama, dalla quale venne staccato nel 1966 un affresco, opera di ignoto e risalente al Settecento, per conservarlo a Palazzo Marliani-Cicogna.

### Piazza Garibaldi

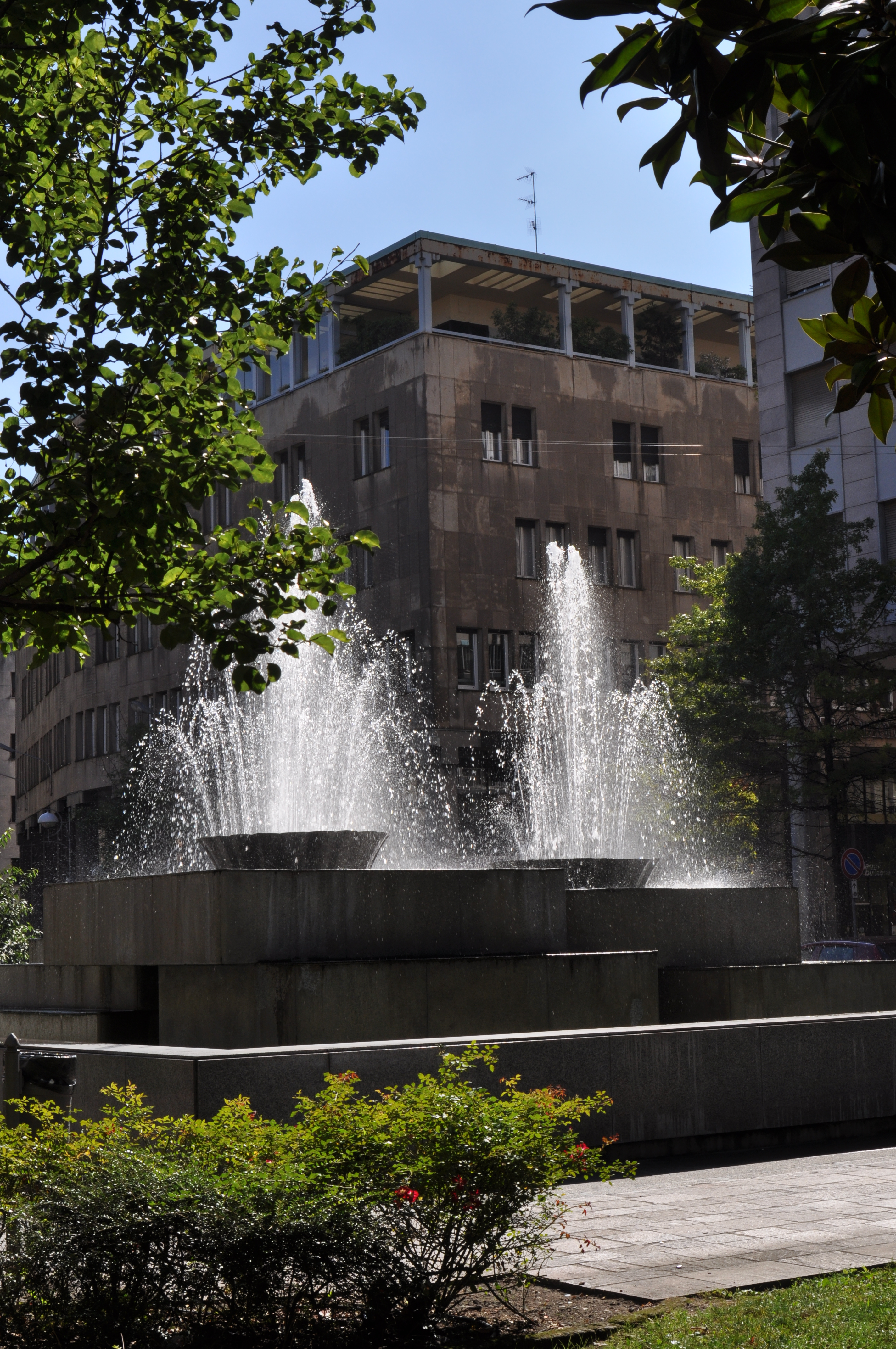
La fontana di piazza Garibaldi. Sullo sfondo l'edificio costruito dove una volta sorgeva la casa Rena

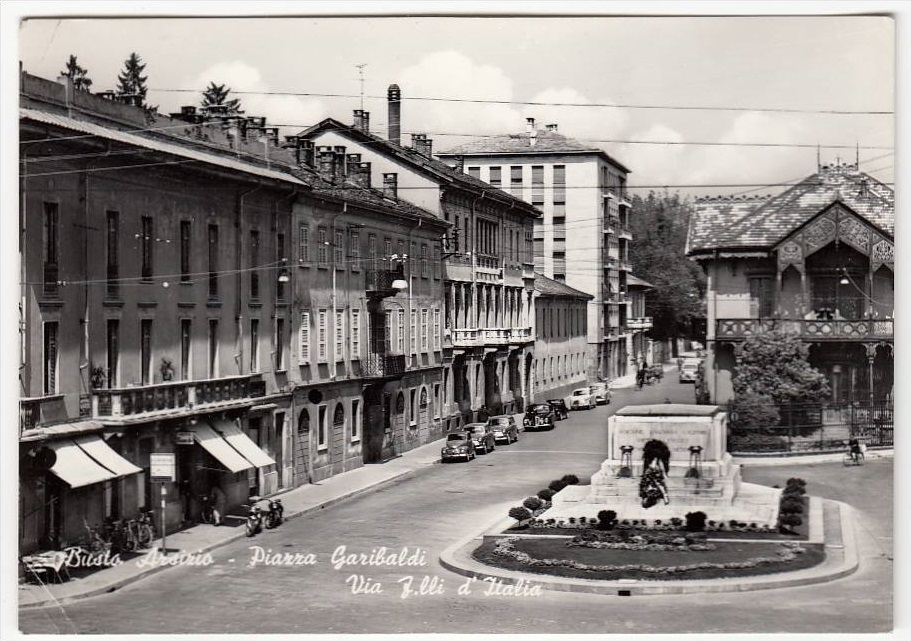
Piazza Garibaldi con il bar Stoppa in primo piano sulla sinistra e la casa Candiani sulla destra

Si trova appena fuori dai limiti orientali del vecchio borgo, occupando quello che era una volta il prato di Porta Basilica. La piazza ospita una fontana, realizzata nel 1966 dallo scultore bustocco Giuseppe Rebesco per celebrare il centenario dell'elevazione di Busto Arsizio a città. La fontana presenta tre formelle in granito di Alzo che raffigurano tre valori tipici dei bustocchi: il lavoro, la famiglia e la fede. Il 24 giugno 2005, giorno in cui si festeggia il patrono della città, San Giovanni Battista, è stata inaugurata la fontana dopo i lavori di restauro che l'hanno interessata. Tali lavori sono stati conclusi in occasione dei 140 anni di elevazione della città. Durante questi lavori, sono anche risistemate le aiuole e installati dei faretti per l'illuminazione notturna della piazza, oltreché delle telecamere di sorveglianza. In passato, al posto della fontana, al centro della piazza era presente la statua della Gloria alata, realizzata dal milanese Costante Orazio Grossoni e inaugurata il 21 giugno 1927 alla presenza del re Vittorio Emanuele III. Questo monumento resistette solo 15 anni, in quanto i suoi 60 quintali di bronzo furono fusi ed utilizzati per scopi bellici. Sul lato occidentale della piazza, a sud di via Milano, fu costruita nel 1906 la casa Rena, su progetto di Silvio Gambini. Dopo la demolizione, alcuni degli ornamenti sono stati spostati in via Mameli, nel parco degli Alpini. Sempre sul lato occidentale ma a nord di via Milano, dove ora si trova il condominio Quartiere degli Affari, progettato dall'architetto Paolo Candiani e costruito tra il 1955 e il 1958, c'erano due edifici più bassi. Sul lato meridionale della piazza si trova tuttora la Casa Castiglioni. Sul lato orientale, a sud della via Milano si trova il palazzo Marinoni e a nord il caseggiato Candiani, esistente già a metà dell'Ottocento e ristrutturato nel 1898 dall'ing. Guazzoni. A nord della piazza si trovava la villa Candiani, poi demolita. Da questa piazza parte la via XX Settembre, prosecuzione di via Milano, nella quale aveva la sede il Gamba de Legn e che arriva fino a corso Sempione in località Buon Gesù.

### Piazza Trento e Trieste

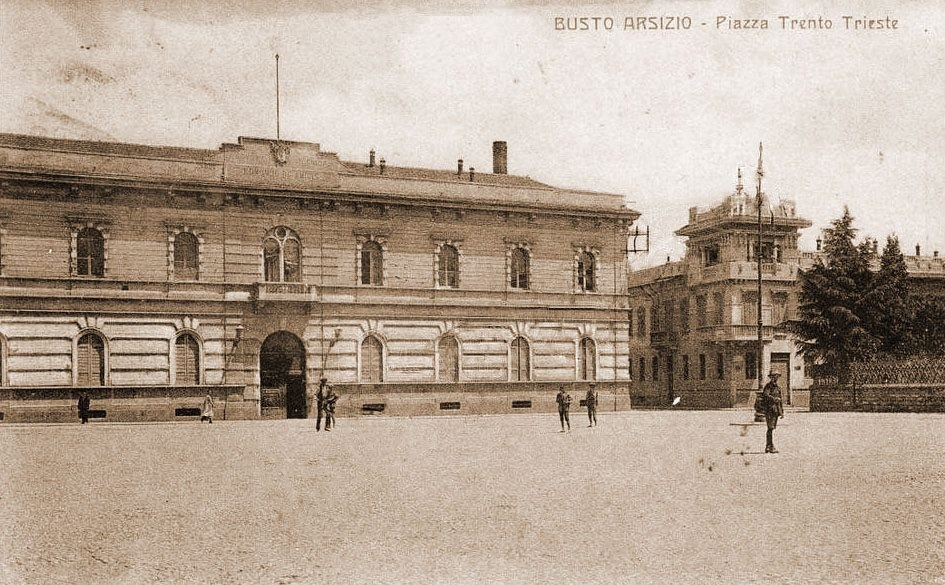
Scuole de Amicis, casa Edoardo Gabardi e ringhiera della villa Tosi-Brunetto

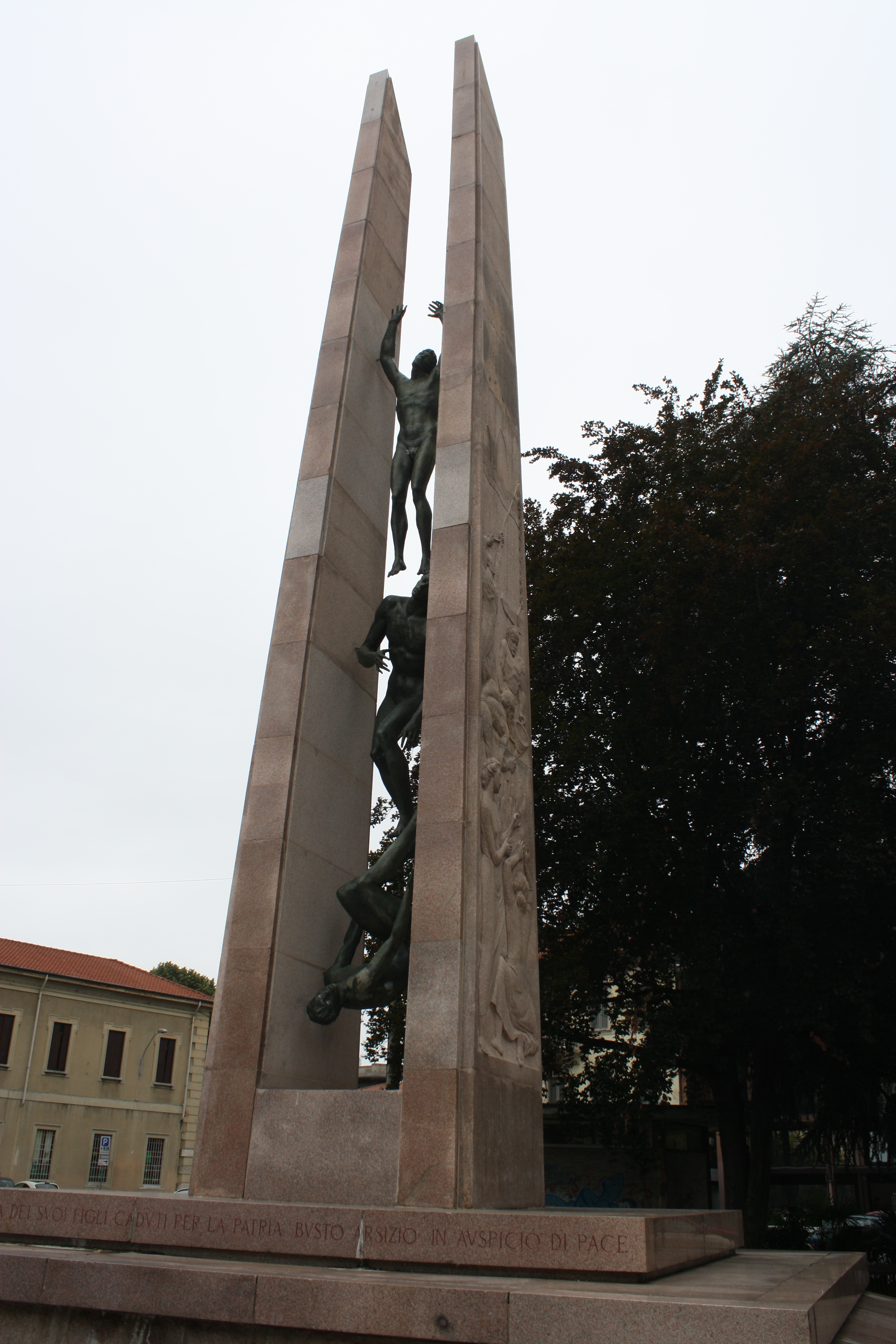
Il monumento ai Caduti oggi posizionato in piazza Trento e Trieste

Come si può vedere nel Catasto Teresiano, la piazza attuale corrisponde ad un'area adibita a prato appena fuori dal limite del vecchio borgo, nella zona sud-orientale, attraversata in diagonale da una strada. La via Daniele Crespi collega questa piazza con la piazza Garibaldi. Dopo la costruzione dell'asilo sant'Anna nel 1859, l'attuale piazza fu chiamata "Prato dell'Asilo". Nel 1896 fu intitolata al pittore bustocco Giuseppe Bossi. Venne poi chiamata piazza Giosuè Carducci dal 1907 al 1909, quando assunse l'attuale intitolazione. Sull'area si affaccia la chiesa di San Gregorio Magno in Camposanto, eretta a partire dal 1632. A oriente si trovano le ex-scuole Edmondo de Amicis, oggi sede distaccata del Liceo Daniele Crespi e già sede della Brigata Nera. Qui infatti vennero rinchiusi e torturati molti partigiani e partigiane, tra i quali lo stesso Angioletto Castiglioni. Nella parte meridionale della piazza sorgeva una volta la cascina Sciarina, demolita nei primi anni del Novecento per essere sostituita dalla villa in stile neorinascimentale dell'imprenditore Alessandro Tosi, abitata successivamente dalla figlia e dal marito, il dottor Brunetto. La villa, progettata dall'architetto Camillo Crespi Balbi fu demolita negli anni cinquanta del Novecento per costruire il condominio attuale (che ospita la celebre liberia Rebesco), progettato dall'ing. Aldo Tosi, con la collaborazione del prof. Franco Poggi. Nell'angolo della piazza tra queste ultime due costruzioni, si trova tuttora la villa di Edoardo Gabardi, del 1914, con la caratteristica torretta. La Tranvia Milano-Gallarate attraversava la piazza in diagonale dalla via Daniele Crespi alla via Mazzini. Nell'aiuola centrale è stato trasferito nel 2011 il monumento ai Caduti che fino al 2010 si trovava in piazza Vittorio Emanuele II. Questo monumento, realizzato nel 1958 dall'artista Enrico Manfrini, è formato da due stele in calcestruzzo rivestito con lastre di granito rosa contenenti tre uomini nudi in caduta. Sul lato esterno delle stele sono scolpiti, da una parte, gli ideali che hanno portato al sacrificio e, dall'altra, i valori della città: la famiglia (rappresentata da una madre con due figli uno dei quali viene allattato al seno), il lavoro, la fede (rappresentata dal Santuario di Santa Maria di Piazza). Alla base del monumento si trova l'iscrizione:

### Piazza Volontari della Libertà

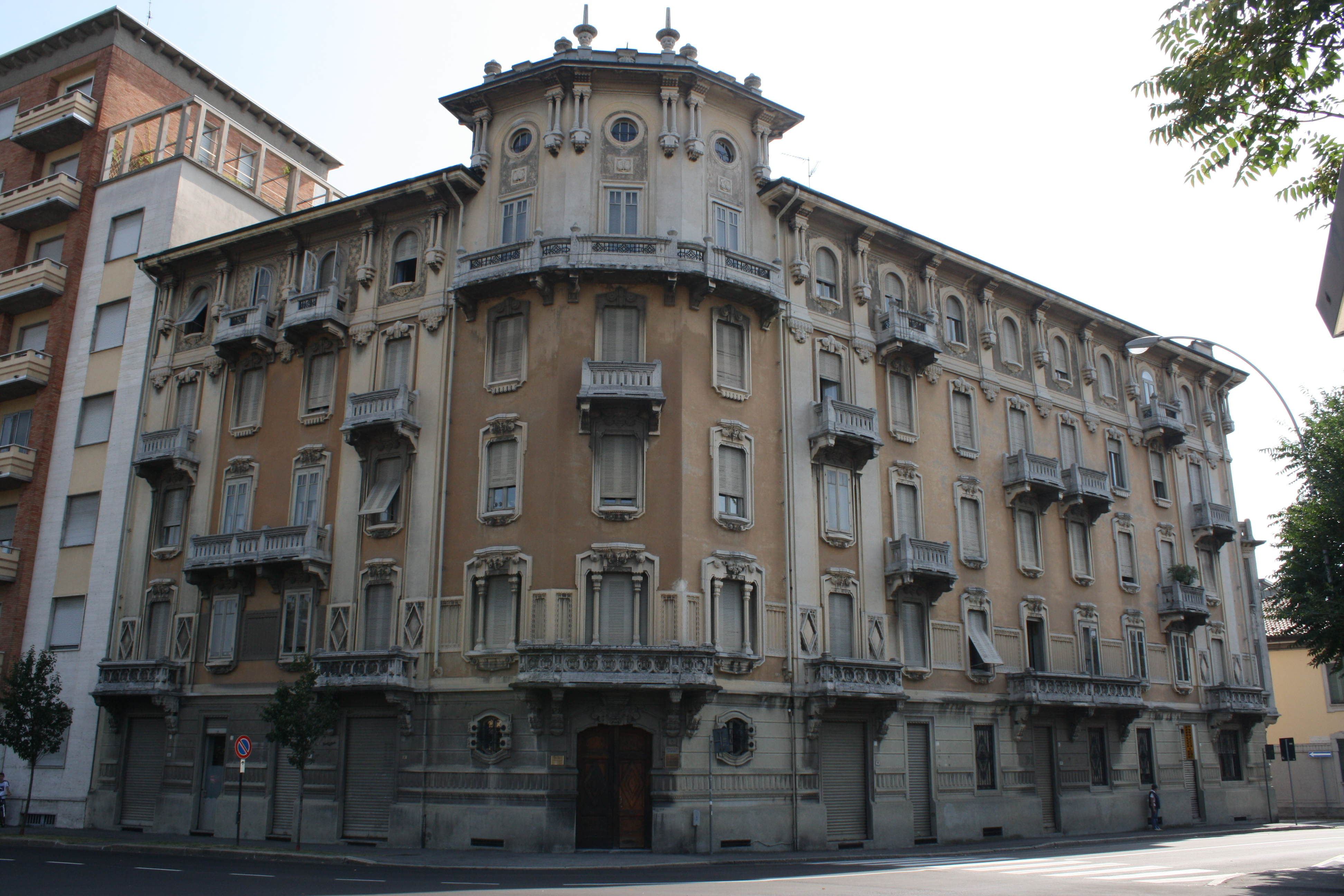
Palazzo Frangi, all'angolo tra via Goffredo Mameli (a destra nell'immagine) e piazza Volontari della Libertà

È la piazza che accoglie i pendolari e viaggiatori che giungono a Busto Arsizio dalla stazione delle Ferrovie dello Stato, inaugurata da Benito Mussolini il 26 ottobre 1924, che si affaccia su un lato della piazza. Di fronte alla stazione si trova un condominio di otto piani che sorge sull'area che sarebbe dovuta essere occupata dal palazzo Frangi, su progetto dell'architetto Silvio Gambini, della quale fu realizzata solo la parte più a nord-ovest, all'angolo con via Mameli, a causa di diatribe tra i proprietari dei terreni interessati dal progetto. Questo palazzo, risalente al 1926, voleva essere il biglietto da visita per le persone che scendevano dal treno e, uscite dalla stazione, si ritrovavano in piazza Volontari della Libertà. La casa fu eretta in stile neoeclettico, attentamente curata negli ornamenti e nei ferri battuti delle finestre al piano terra e dei balconi dell'ultimo piano. Al centro della piazza si trova il monumento equestre in bronzo e granito dedicato a Enrico dell'Acqua, industriale bustese pioniere delle esportazioni di cotone nell'America Latina, realizzato da Enrico Saroldi e Amedeo Fontana. Intorno alla figura centrale raffigurante Enrico dell'Acqua a cavallo, si trova un gruppo di statue in bronzo a simboleggiare l'Industria Tessile, il Commercio, la Produzione, la Vedetta e la Nuova Alba. Il basamento in blocchi granitici misura 14,7 m × 14,3 m, mentre l'altezza totale del monumento è di 9,3 m (4,8 m di basamento e 4,5 m di statua bronzea). Grazie all'associazione Enrico dell'Acqua e all'intervento della provincia di Varese all'epoca presieduta dal bustocco Marco Reguzzoni, la statua ed il basamento sono stati restaurati nel 2007.

### Viale della Gloria

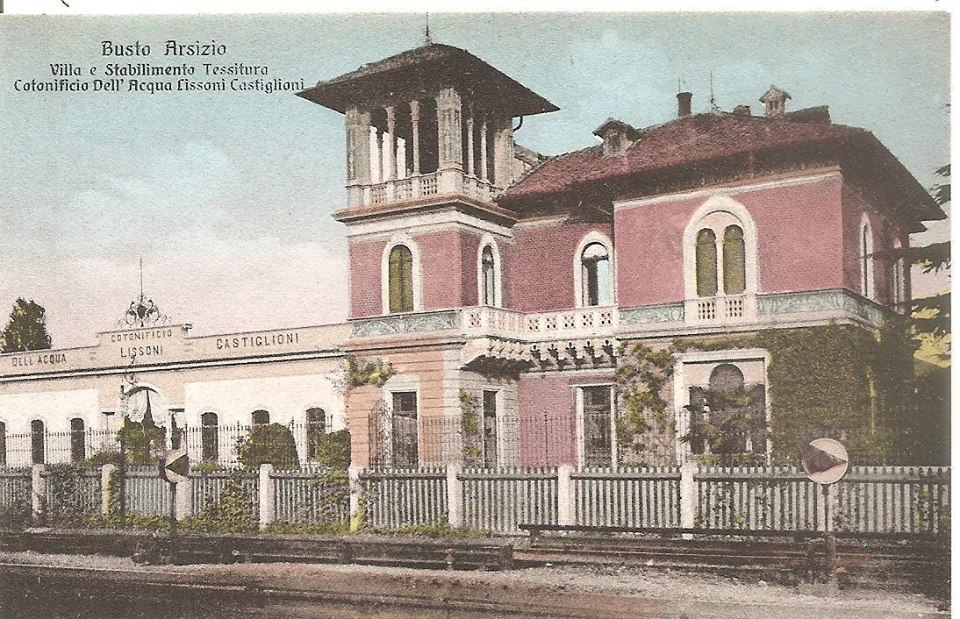
I binari e la villa del Cotonificio Dell'Acqua-Lissoni-Castiglioni affacciata sull'allora via G. Verdi, divenuta anch'essa viale della Gloria

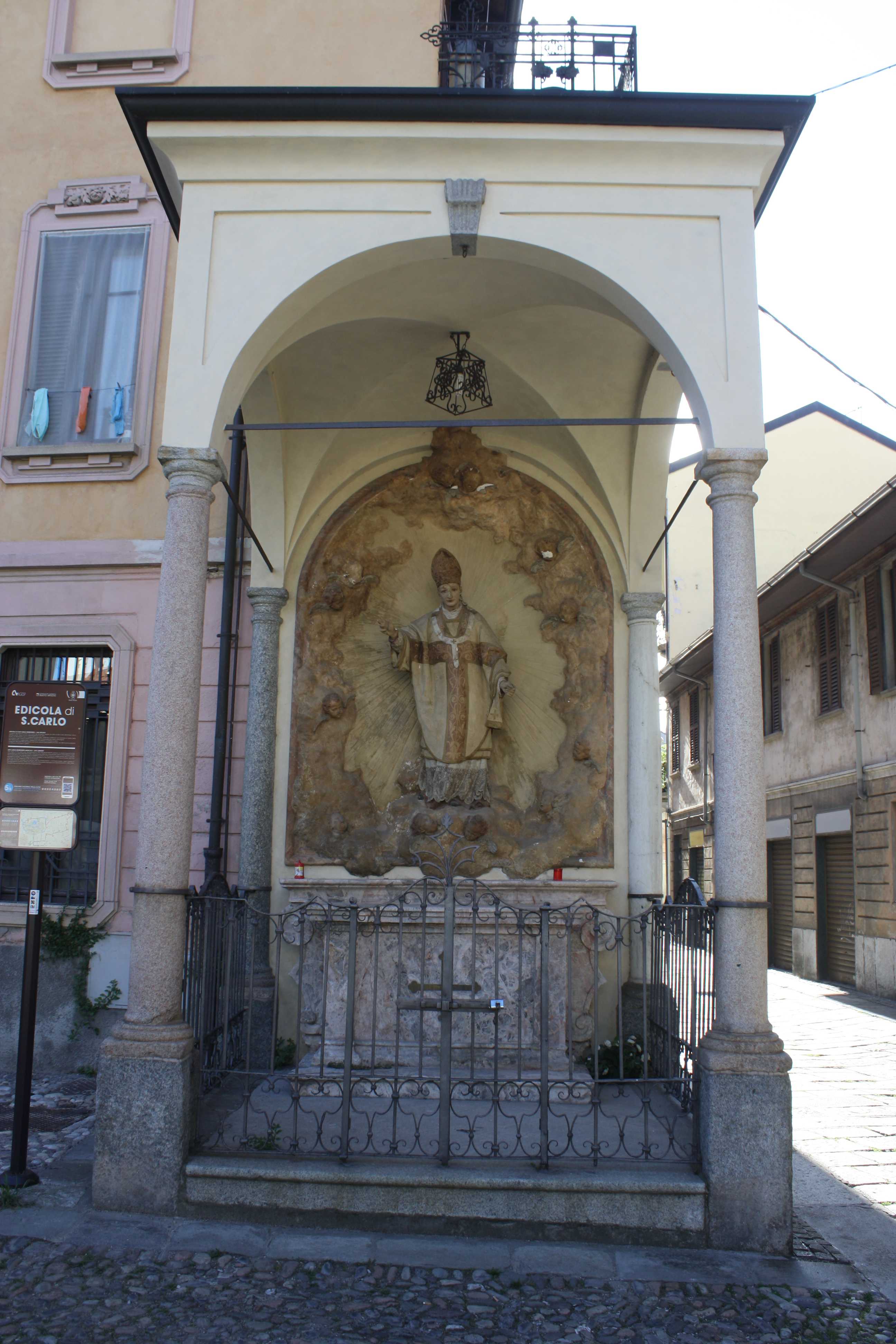
Edicola di san Carlo in via Matteotti

Attualmente intitolato (in base al tratto) ad Armando Diaz, al Duca d'Aosta, a Luigi Cadorna e a Giuseppe Borri, era il viale che corre dalla zona dei Cinque Ponti, fino al confine con Castellanza, a sud-est. Dal 1860 al 1924 il viale era sede del tracciato ferroviario della ferrovia Domodossola-Milano.

### Via Mameli
Questa via mette in comunicazione la piazza Garibaldi, a est del centro cittadino, con la piazza Volontari della Libertà, dove sorge la stazione delle FF.SS.. Fino agli anni venti del secolo scorso veniva chiamata con il suo nome dialettale, strà Garotola (da garro, greto sassoso del fiume). Partiva dal prato di porta Basilica insieme alla via per Olzate (Olgiate Olona), di cui costituiva una deviazione in corrispondenza dell'attuale via Pisacane, e raggiungeva la riva dell'Olona. Diventò il principale asse di espansione della città quando venne costruita l'attuale stazione. In via Mameli sorgono oggi numerose ville e, laddove si trovava la più monumentale di esse, villa Bossi-Gabardi, è ubicato il Parco degli Alpini.

### Via Giacomo Matteotti
Era la strada che attraversava la vecchia contrada Pessina da piazza Santa Maria (dove si trovava la grande una vasca, la piscina, da cui la strada prende il nome) fino all'antica porta Pessina, a ovest, affacciata sull'attuale piazza Manzoni. Su questa strada sorgono vari edifici risalenti a epoche diverse, come il settecentesco Conventino (nome con cui è più nota la casa Canavesi-Bossi) le cui cantine sono risalenti al XV secolo. Qui si trovano anche l'edicola di San Carlo Borromeo e, sull'angolo con la via Ariberto, l'affresco settecentesco di Biagio Bellotti ritraente l'Addolorata. Nell'Ottocento fu denominata Corsia Ticino. Dagli ultimi anno del secolo fino al 1944 fu chiamata via Principessa Elena quando, per un breve tempo fu via Ettore Muti. Nel 1945 assunse la denominazione attuale.

## Aree naturali

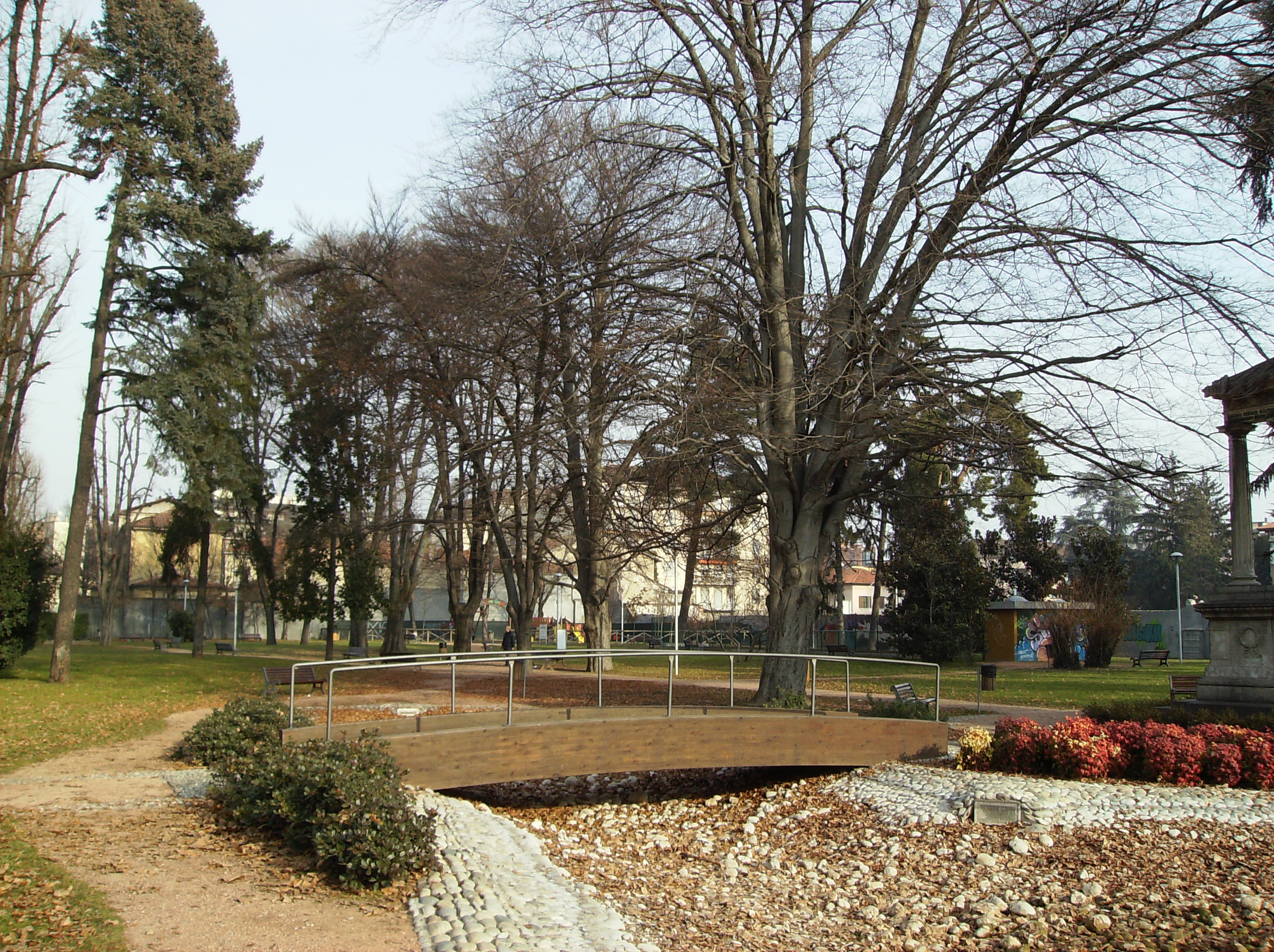
Parco Ugo Foscolo

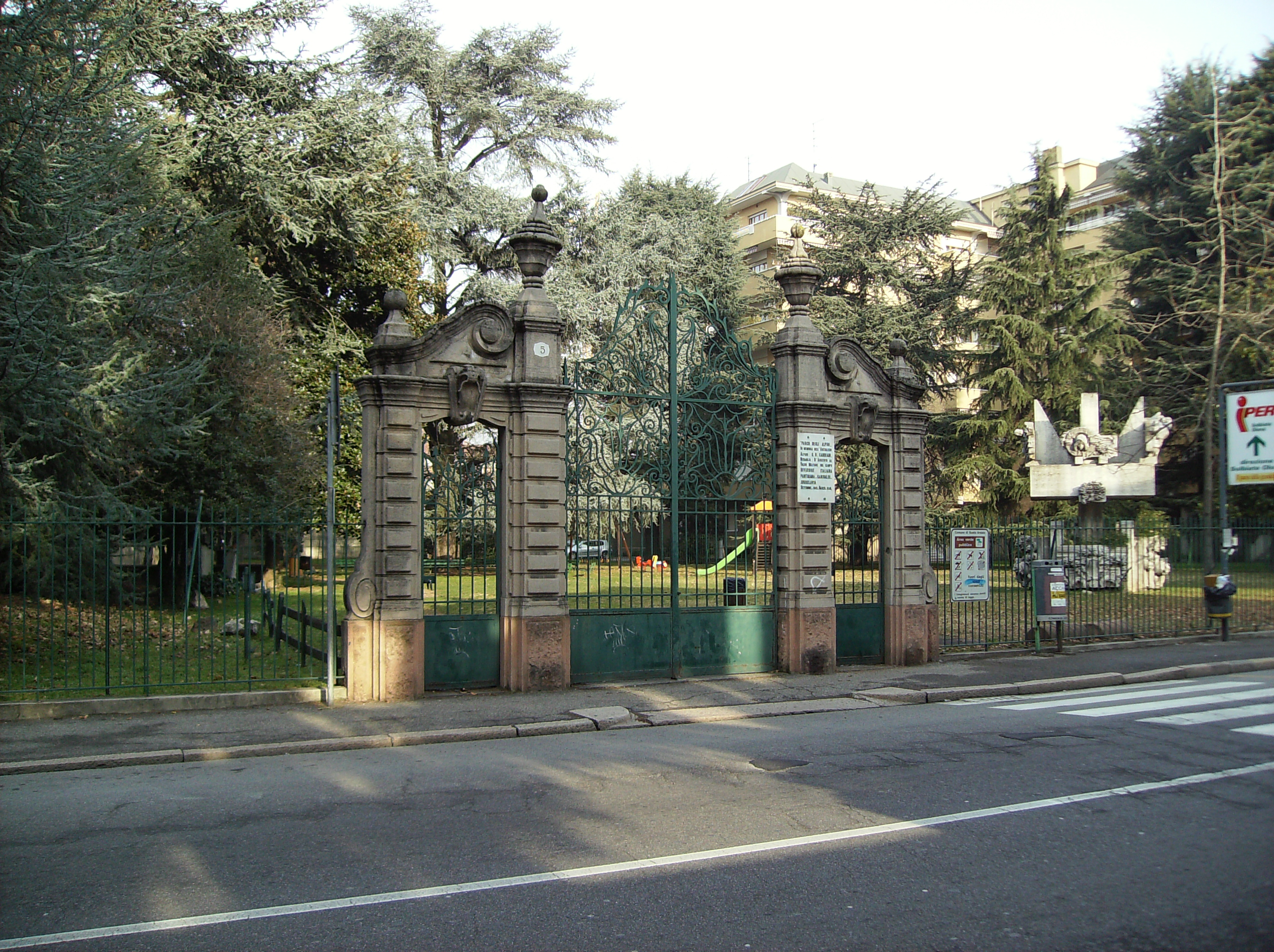
Parco degli Alpini

Villa Bossi Gabardi, opera di Duilio Torres, sorgeva nell'area dell'attuale Parco degli Alpini

### Parco Ugo Foscolo
Sorge sull'area un tempo occupata dal vecchio cimitero cittadino, costruito quando i precedenti campisanti delle chiese di San Michele e San Giovanni erano diventati insufficienti. All'interno del parco è presente il monumento ai reduci delle patrie battaglie, inaugurato nel 1909. Costituito da due colonne doriche con una breve trabeazione, fu progettato dall'ingegnere Luigi Carlo Cornelli e realizzato dagli scultori Giulio Cassani e Enrico Sirtori.

### Parco dell'Alto Milanese
Il Parco dell'Alto Milanese, che si estende sui territori comunali di Castellanza e Legnano e sulla parte meridionale di quello di Busto Arsizio, occupato da zone boschive e rurali. Il parco tutela la flora e la fauna locali e le tradizionali attività nel campo dell'agricoltura e dell'allevamento.
La sede del parco si trova nella villa Ottolini-Tosi di Busto Arsizio.

### Parco degli Alpini
Il parco degli Alpini, situato su via Mameli ospita un monumento al liberty, realizzato con elementi decorativi di casa Rena, edificio liberty di piazza Garibaldi progettato da Silvio Gambini (1906-1907). Il cancello di accesso al parco è quello della demolita villa Bossi-Gabardi (costruita nel 1925), che sorgeva sull'area del parco fino agli anni settanta. Tale villa venne realizzata nel 1925, ad opera dell'architetto Duilio Torres e dell'ingegnere Piero Tosi, con una facciata sviluppata su piani digradanti e arricchita da morbide decorazioni, oltre che dal bugnato in pietra chiara che rivestiva gran parte dell'edificio.

### Parco Comerio
Inaugurato nel 2005, sorge nell'area della ex-fabbrica Ercole Comerio, nel quartiere di san Michele, adiacente alla Villa Comerio. All'interno del parco vi sono un laghetto, un bar e un'area con giochi per i bambini. La fabbrica che vi sorgeva fu sede di una retata fascista il 19 gennaio 1944. Furono arrestati sette lavoratori, colpevoli di aver fomentato uno sciopero. Solo Melchiorre Comerio, fratello del titolare della ditta, verrà rilasciato. Gli altri saranno deportati al campo di sterminio di Mauthausen.

### Parco per la Vita
Situato nel quartiere di san Giuseppe, proprio di fronte all'omonima chiesa, si trova il Parco per la Vita, altrimenti conosciuto come parco di viale Stelvio, per via della sua ubicazione. L'altra strada che delimita il parco è la via Marmolada, che anticamente costituiva il letto del torrente Tenore.
Ogni anno, in tale parco, si svolge la tradizionale festa patronale di san Giuseppe, organizzata dall'associazione "Amici di san Giuseppe". Si tratta di quindici giorni di musica, gastronomia, esibizioni e preghiera.